# Histoire d'Annecy

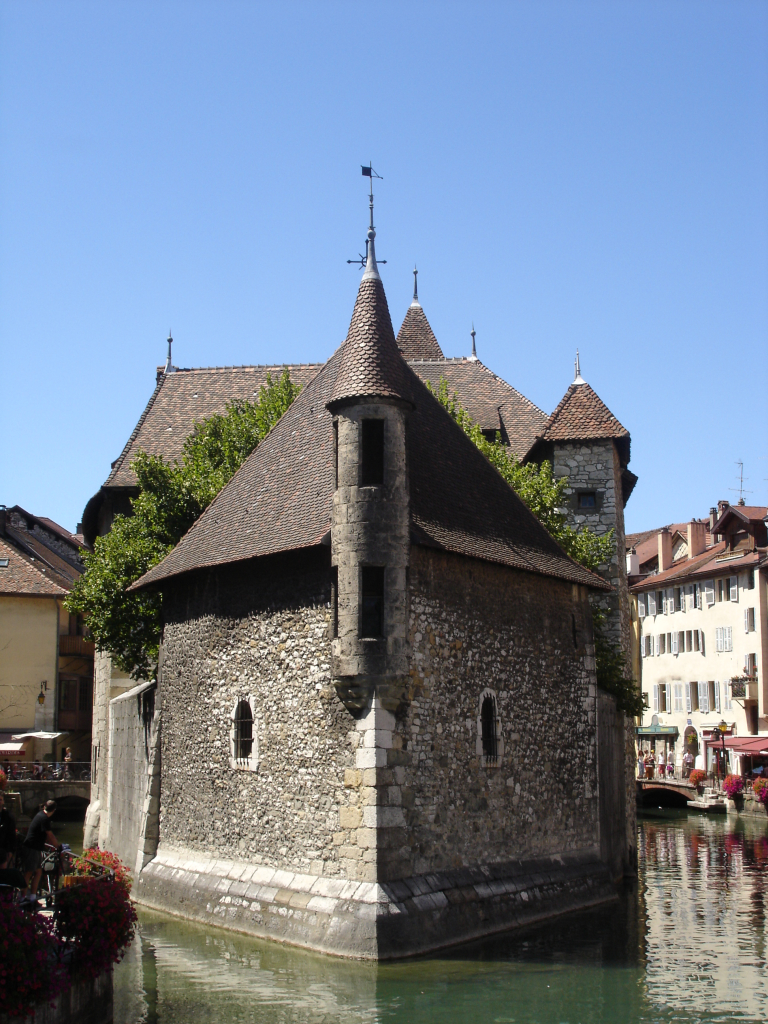
Le palais de l'Îsle au milieu du Thiou.

 (septembre 2017).
Si vous disposez d'ouvrages ou d'articles de référence ou si vous connaissez des sites web de qualité traitant du thème abordé ici, merci de compléter l'article en donnant les références utiles à sa vérifiabilité et en les liant à la section « Notes et références ».

Les armoiries de la ville d'Annecy se blasonnent ainsi :
De gueules à une truite d'argent posée en bande.
Ornement extérieur : Croix de Guerre 1939-1945 avec étoile de bronze.
Historique : Les armoiries d’Annecy qui figuraient déjà dans un registre de délibérations de 1511 ont été officialisées, le 26 janvier 1988, par le conseil municipal, leur origine remonte au Moyen Âge.

Annecy possède une longue histoire depuis son origine comme bourgade gallo-romaine (essor du vicus de Boutae au Ier siècle) dans la plaine des Fins, suivie par son implantation sur la colline d'Annecy-le-Vieux au VIIIe siècle, puis au pied du Semnoz au XIe siècle (Annecy-le-Neuf). Son rôle dans la Réforme catholique, dite Contre-Réforme, aux XVIe et XVIIe siècles fait d'elle la « Rome des Alpes ». Résidence des comtes de Genève au XIIe siècle ; capitale du comté de Genevois, puis de l'apanage de Genevois, Faucigny et Beaufort, ensuite de Genevois-Nemours dans les États de Savoie ; capitale de la province de Genevois, puis siège de l'une des deux intendances de Savoie dans les États sardes, la ville devient brièvement française de 1792 à 1815 à la suite d'une invasion militaire, puis de nouveau le 24 mars 1860, date de l'annexion du duché de Savoie par la France.

## La préhistoire
Le lac d'Annecy possède plusieurs exemples de cités lacustres ou palafittes, villages préhistoriques du Néolithique et de l'Âge du bronze final. Certains sont connus depuis 1856 et d'autres ont été révélés par les recherches récentes du Département des recherches archéologiques subaquatiques et sous-marines (ministère de la Culture). Ils étaient implantés sur le territoire d'Annecy au bord du Thiou et tout autour du lac (à Sevrier, Saint-Jorioz, Talloires, Annecy-le-Vieux, etc.). Le niveau du lac était plus bas à l'époque et les pilotis que l'on a retrouvés, notamment non loin de l'île des Cygnes (édifiée au XIXe siècle par des chômeurs), étaient des pieux enfoncés dans le sol servant d'armature verticale aux cabanes construites au bord de l'eau. Cette hypothèse a été confirmée par la découverte à Sevrier d'un four de potier encore en place au fond du lac.
Ces vestiges montrent que des populations occupaient déjà le bord du lac depuis le début du Néolithique. Dès le VIe millénaire av. J.-C., des chasseurs-cueilleurs sont présents, puis entre -4000 et 900 av. J.-C., ils ont été rejoints par des cultivateurs, des pêcheurs, des artisans bronziers et des potiers. Une salle entière du musée-château d'Annecy leur est consacrée.

## L'époque gauloise

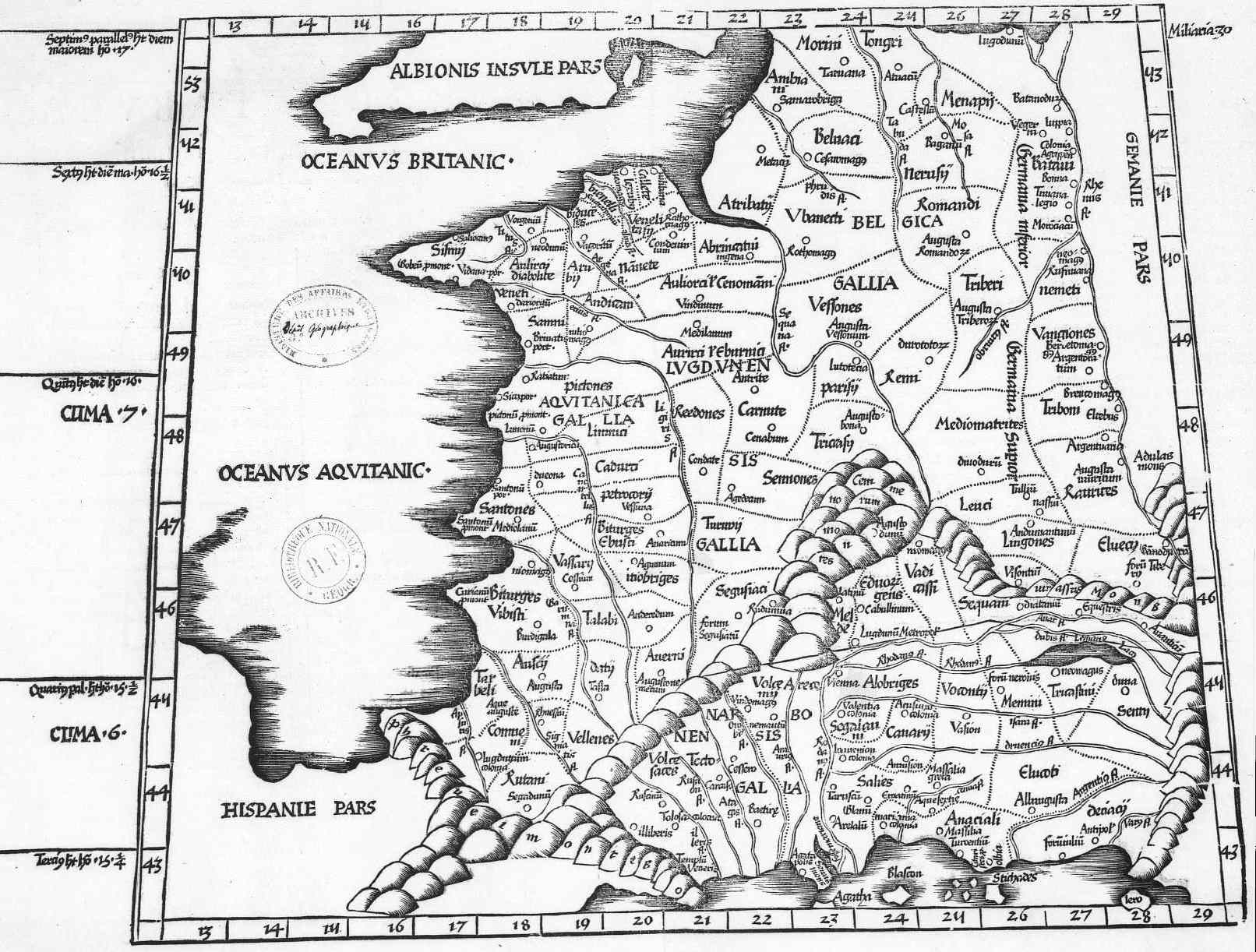
Carte de 1541 représentant la Gaule au temps de Ptolémée.

Les tribus gauloises des Allobroges occupent très tôt les Préalpes de Savoie et les rives des grands lacs, certainement dès le début du IVe siècle avant notre ère et peut-être même avant. Ces guerriers ont laissé assez peu de témoignages de leur présence ; cependant, ils ont eu très vite des contacts commerciaux avec les territoires du Piémont.
En 218 av. J.-C., à l'occasion du passage des Alpes par Hannibal, Polybe au IIe siècle avant notre ère évoque pour la première fois le peuple des Allobroges.
En -121, les Allobroges sont vaincus par le consul Quintus Fabius Maximus « allobrogique ». Puis, malgré une forte résistance et des rébellions contre les lourds impôts romains, les Allobroges sont définitivement battus par les légions romaines en -62, ce qui ouvre leurs terres à la colonisation romaine et donne aux Romains le contrôle du passage stratégique au nord des Alpes. Avec l'arrivée des Romains la région se romanise entièrement.
Dans la première moitié du Ier siècle av. J.-C. selon Charles Marteaux (1861-1956) de l'Académie florimontane, dans la seconde selon A. Deroc, un village allobroge (cabanes) apparaît dans la plaine des Fins au nord du lac. "Selon une hypothèse non confirmée par l'archéologie", ce village aurait succédé à un oppidum juché sur le roc du Semnoz.

## L'époque romaine

L'Empire romain à son apogée

C'est seulement sous le règne d'Auguste, soit à partir de 27 av. J.-C., que l'on a la certitude d'un établissement romain à cet endroit : le vicus de Boutae, qui se développe, entre les actuelles avenues de Genève et des Iles, et l'actuelle rue du Bel-Air, surtout après l'ouverture de la voie transalpine. Centre artisanal et commercial très actif, il couvrira 25 hectares sous le Haut-Empire et dispose entre autres d'un grand et d'un petit forum, d'une basilique (édifice civil), de temples, de thermes, d'un théâtre et de divers entrepôts de marchandises, mais pas d'un aqueduc, car les puits sont nombreux. Les activités économiques sont très diverses et Boutae commerce avec la Gaule, mais aussi avec l'Italie (céramique de Toscane) et l'Espagne (amphores d'Andalousie), et même la Maurétanie (lampes). La cité occupe une position stratégique au carrefour de trois voies romaines : au nord, la voie menant à Genua (Genève) ; au sud, la voie menant à Casuaria (Faverges) ; au sud-ouest, la voie menant à Aquae (Aix-les-Bains). Boutae se trouve aussi sur la voie impériale menant au col du Petit Saint-Bernard qui relie la Gaule et l'Italie, voie attestée par l'Itinéraire d'Antonin, et également non loin de l'axe stratégique permettant de relier Genève à Lyon et à Vienne. À la chute de l'Empire romain, les grandes invasions engendrent une telle insécurité que la ville dépérit complètement.

## Les grandes invasions
Avec l'affaiblissement de l'Empire romain, de nombreux peuples barbares déferlent sur la Gaule. L’époque des Grandes Migrations — on disait naguère en France les « Grandes Invasions », voire les « Invasions barbares » — coïncide avec la fin du monde antique. En 259, le vicus subit une importante attaque, est rasé et sa population massacrée. Les survivants se réfugient dans les grottes du mont Veyrier. Restauré, Boutae connaît un nouvel essor au siècle suivant, mais, lors des grandes invasions du début du Ve siècle, le vicus est définitivement détruit. Les Burgondes occupent la région qui est annexée par les Francs au VIe siècle. L'insécurité grandissante contraint les habitants à abandonner la plaine pour les collines voisines, comme l'atteste le domaine agricole de la villa « Anniciaca » (colline d'Annecy-le-Vieux) au VIIIe siècle, qui devient un domaine royal au siècle suivant. A l'ouest du vicus de Boutae, deux opérations de fouille conduites par l'Inrap ont permis de mettre au jour les vestiges d'une importante nécropole. La chronologie (Ve – VIIe siècle), la nature du mobilier et les caractéristiques des tombes tendent à indiquer la présence précoce d’une population burgonde. Cependant, le mobilier découvert appartient le plus souvent à un assemblage régional de tradition alamane, comme c'est le cas autour du Lac Léman et dans la vallée rhénane autour de Bâle.

## Annecy et la dynastie des comtes de Genève

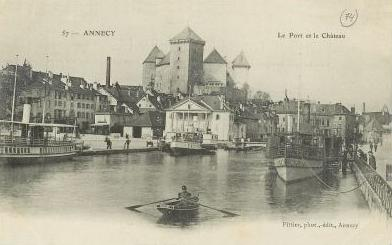
Une carte postale ancienne montrant la vieille ville et le château.

Il faut attendre le XIe siècle pour voir la ville renaître au pied d'une tour de défense édifiée sur le dernier contrefort du Semnoz. Un texte de 1107 confirme la naissance d'Annecy-le-Neuf sur les rives du Thiou et fait une première mention d'une église Saint-Maurice sous le château. Ce dernier et la bourgade d'Annecy-le-Neuf se développent sous le comte Amédée Ier de Genève. Elle a alors l'apparence d'un gros village avec de nombreuses étables, mais dispose de précieux atouts :
le lac pour la pêche et la navigation, le transport des produits pondéreux (pierres et bois) ;
la chaux, la molasse, le sable, les graviers, les pierres de Cran, le tuf de Vieugy, le calcaire, les bancs d'argile et le minerai de fer du Semnoz ;
les vastes forêts de Chevêne et du Semnoz pour le bois et le gibier ;
la fertile plaine des Fins pour l'agriculture ;
les pâquiers (pâturages) autour de la ville ;
le canal du Thiou avec sa force motrice permettant d'installer des artifices hydrauliques (moulins, meules, pilons, battoirs, tours, martinets, soufflets, scies mécaniques...) ;
une élite de maîtres artisans, de marchands de textile et de fer, d'hommes de loi et d'officiers...
En 1132, une maison forte est édifiée sur l'île au milieu du Thiou. En lutte permanente avec les évêques de Genève, les comtes de Genève finissent, à la fin du XIIe siècle, par se réfugier à Annecy où ils occupent le manoir de Novel au fond de la plaine des Fins, puis le château qu'ils agrandissent au XIIIe siècle. La ville devient alors capitale du comté. Le XIVe siècle est marqué par le long règne du comte Amédée III de Genève de 1320 à 1367, date à laquelle les franchises d'Annecy sont confirmées. La comtesse Mahaut de Boulogne, épouse du comte, donne naissance au dernier des comtes de Genève, Robert, au château d'Annecy. Celui-ci provoque le Grand Schisme d'Occident en devenant le pape Clément VII, en résidence en Avignon. En 1394, Robert de Genève fait ériger l'église Notre-Dame-de-Liesse, nécropole des comtes de Genève, en une collégiale qui, devenant le centre d'un pèlerinage très populaire, confère à Annecy un immense prestige.

## Annecy et la maison de Savoie

Le duché de Savoie et les autres États italiens en 1494.

### Rattachement au comté de Savoie: 1401
L'ancienne dynastie des comtes de Genève s'éteint au décès de Clément VII, anti-pape et comte de Genève ,survenu en 1394. Son héritier, Odon de Villars vend le comté en 1401 à Amédée VIII de Savoie pour la somme de 45 000 florins d'or. Cette vente comprend le comté de Genevois et sa capitale, Annecy, à l'exclusion de Genève qui reste sous le gouvernement des évêques.
Le Genevois fera désormais partie intégrante du comté de Savoie dont la capitale est Chambéry. Toutefois, de nombreuses variations vont avoir lieu au cours des siècles et rendront par intermittences à Annecy son rôle de capitale du Genevois. Il en est question dans les chapitres suivants.
Amédée VIII de Savoie aide la ville d'Annecy à se reconstruire après le terrible incendie du 3 février 1412 qui la détruit entièrement et au cours duquel même le château est touché. En 1422, le cardinal de Brogny, originaire du comté, fait édifier la grande église Saint-Dominique qui deviendra l'église Saint-Maurice.

### Premier apanage: 1434-1444
Pour rallier les habitants, qui ne voient pas d'un bon œil leur rattachement à la maison de Savoie, Amédée VIII (fait duc en 1416) crée en 1434 l'apanage de Genevois et Faucigny qu'il confie à son fils cadet, Philippe de Savoie-. Cet apanage disparaît à la mort sans postérité de ce dernier en 1444.

### Second apanage: 1460-1491
- Mais l'apanage est reconstitué de 1460 à 1491 au profit de Janus de Savoie, fils de  Louis Ier de Savoie, qui fait d'Annecy sa résidence officielle alors qu'il est comte de Genevois, baron de Faucigny, seigneur de Beaufort-Ugine-Faverges-Gourdans. Un deuxième incendie ravage la ville le 13 mai 1448, causant des dommages importants aux maisons et aux deux églises[10]. De nouveau capitale d'apanage, Annecy bénéficie de la sage administration de Janus de Savoie et des fastes de sa cour. C'est à ce moment-là que sont établis les principaux organes du gouvernement du comté : conseil comtal, chambre des comptes, procureur fiscal, juge mage.

À la mort de Janus, Annecy est de nouveau rattaché à la Savoie de 1491 à 1514.

### Troisième apanage: 1514-1665
En 1514,le duc Charles III de Savoie inféode le Genevois et les baronnies de Faucigny et de Beaufort à son frère Philippe de Savoie-Nemours, fondateur de la dynastie de ce nom . Annecy est alors de nouveau le centre d'un apanage allant du Genevois à Ugine. Philippe (duc de Nemours en France en 1528) est le premier prince de la dynastie des Genevois-Nemours qui se prolonge jusqu'en 1665. Annecy retrouve son rôle de capitale du Genevois.
C'est Jacques de Savoie-Nemours qui devient le premier duc de Genevois, le comté ayant été érigé en duché en 1564 par le duc Emmanuel-Philibert de Savoie. Il entend ainsi s'attacher et surveiller ce prince trop français à son gré qu'est Jacques de Savoie-Nemours, fleur de toute la chevalerie selon Brantôme. L'administration d'Annecy est alors de la responsabilité du Conseil, assemblée des bourgeois de la ville, qui élisent quatre, puis deux syndics pour trois ans. À partir de 1491, un conseil étroit dit des Douze, comprenant les syndics et des conseillers, prend en charge les affaires de la ville.

### Rattachement au duché de Savoie en 1665
Le Genevois et sa capitale, Annecy, sont rattachés au duché de Savoie en 1665, date du mariage du duc Charles-Emmanuel de Savoie avec  Marie-Jeanne-Baptiste de Savoie, duchesse de Genève et d'Aumale, (1644-1724), fille de Charles-Emmanuel de Savoie-Nemours, (1624-1652), dernière héritière de l'apanage de Genevois.

## Les aménagements de la ville d'Annecy

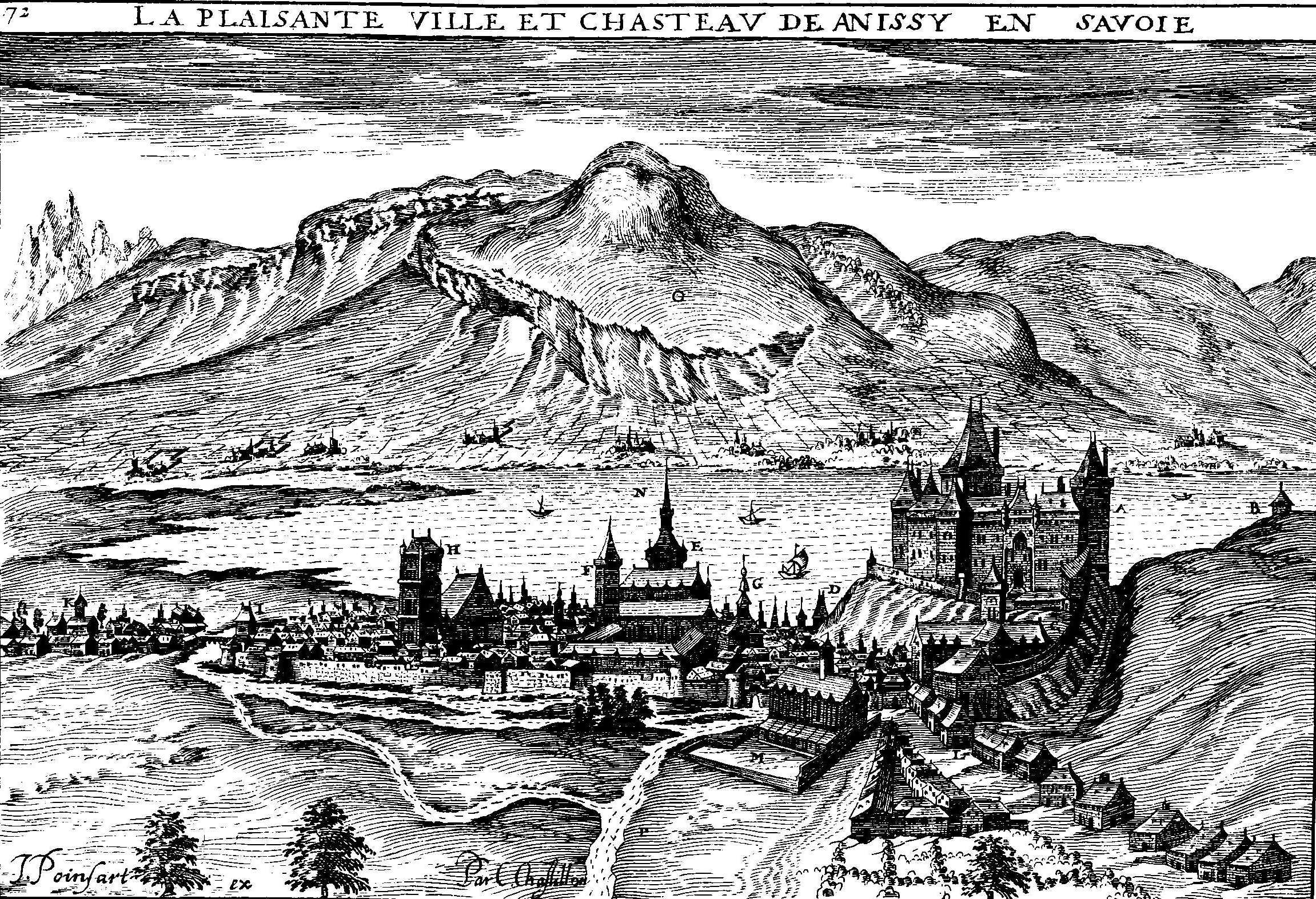
Annecy à la fin du XVIe siècle - Gravure de Claude Chastillon (1559-1616)

De nombreux artifices sont installés le long du Thiou pour moudre les céréales, mais aussi et surtout pour le travail du chanvre, du cuir et notamment du fer qui confère à Annecy une solide réputation de centre métallurgique spécialisé dans la fabrication des couteaux, des armes blanches et des armures. Les armes et les couteaux d'Annecy sont commercialisés dans tout le duché et même dans les États voisins. Annecy s'inscrit dans le vaste circuit d'échanges européens, profite des retombées de la prospérité de Genève et bénéficie de sa propre foire annuelle à la Saint-André.
Dès le XIIIe siècle, la ville est entourée d'une enceinte fortifiée, faite d'une ceinture de courtines et de tours, utilisant souvent les murs aveugles des maisons (les murenches), appuyée sur le château et sur le canal du Vassé qui sert de fossé sur tout le pourtour au nord du Thiou, percée de poternes et de quatre portes principales : Perrière au sud-est, du Sépulcre à l'ouest, de Boutz ou Bouz (désignant l'ancien vicus gallo-romain de Boutae et non un « bœuf ») au nord et du Pâquier (porta pascuorum ou des pâturages) au nord-est, ainsi que de quatre arcs fortifiés avec herses et chaînes de fer sur les canaux, un à chaque extrémité intra muros du Thiou et du canal Saint-Dominique/Notre-Dame.

## Annecy «Rome des Alpes»

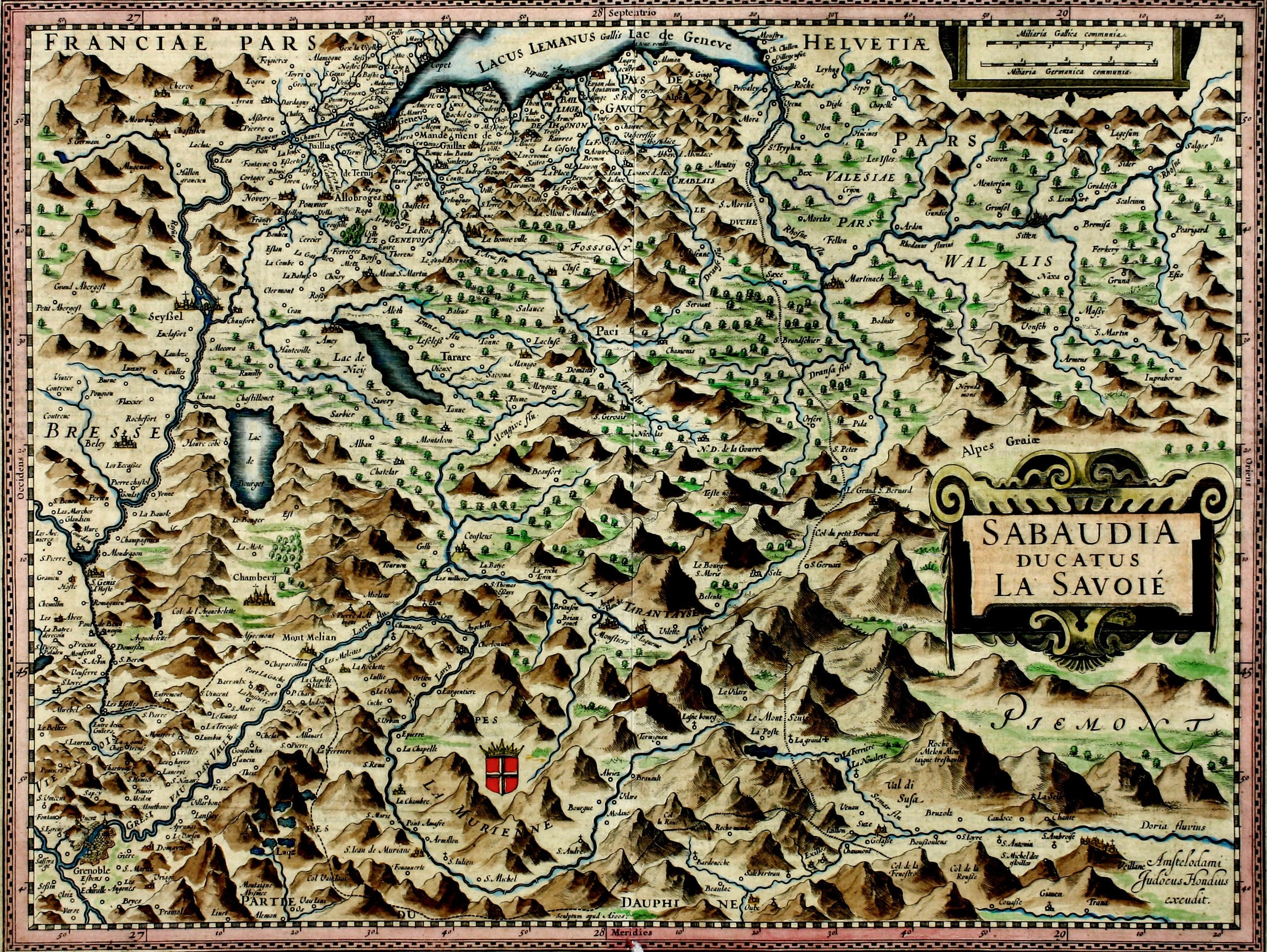
Carte du duché de Savoie en 1631.

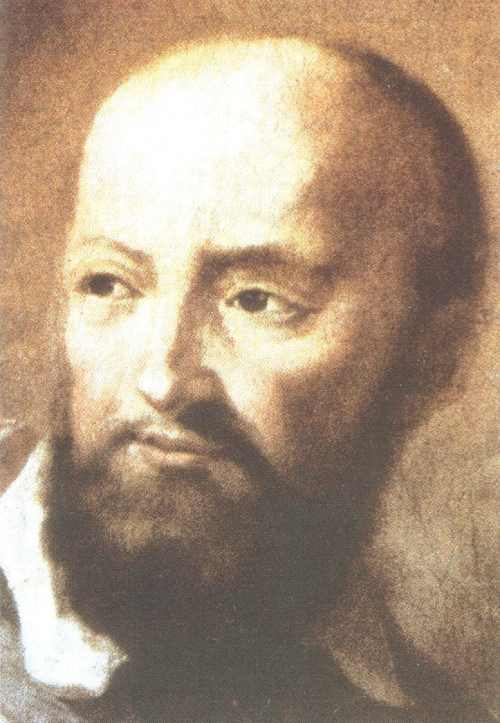
Portrait de saint François de Sales.

À partir de 1536, lors du triomphe de la réforme calviniste à Genève, les chanoines de la cathédrale Saint-Pierre s'installent à Annecy ainsi que des ordres religieux catholiques comme les clarisses. L'évêque y séjourne habituellement à partir de 1568. À cette époque, une série de beaux monuments sont construits comme le logis de Nemours au château, la cathédrale Saint-Pierre, la maison Lambert et le clocher de la collégiale Notre-Dame-de-Liesse...
À partir de 1560, la Savoie du Nord et Annecy, placés en un point stratégique sur la ligne de partage des confessions, deviennent une citadelle avancée de la Contre-Réforme. Si le premier évêque de Genève à résider de façon permanente à Annecy est Ange Giustiniani (1568-1578), les débuts de la Réforme catholique datent effectivement de son successeur, Claude de Granier (1578-1602).
Cependant, c'est François de Sales - enfant du pays (son père l'envoie à l’âge de six ans au collège de La Roche, puis au Collège Chappuisien d'Annecy, fondé en 1549 par Eustache Chappuis dans l'intention de forger des esprits capables de résister aux argumentations des pasteurs protestants, où il est un bon élève) - nommé évêque de Genève en résidence à Annecy de 1602 à 1622, qui, après avoir prêché, jette les bases d'une solide réforme du clergé et d'une transformation des mœurs et des mentalités dans son diocèse. Il marque de façon durable la ville et toute la région grâce à son prestige intellectuel et spirituel. Bien plus, son rayonnement s'étend à toute l'Europe catholique avec l'immense succès de l'un de ses deux plus célèbres ouvrages, L'Introduction à la vie dévote. Ainsi Annecy devient la « Rome des Alpes ». Dès 1606, vingt-huit ans avant la fondation de l'Académie française, François de Sales (canonisé en 1666) et le président Antoine Favre (du Sénat de Savoie) créent, à la mode italienne, l'Académie florimontane (« fleurs et montagnes »). En 1610, François de Sales et Jeanne de Chantal fondent l'ordre de la Visitation.
Dans le cadre d'un vaste mouvement des ordres nouveaux, nés de la Réforme catholique, Annecy accueille les Capucin en 1592, les Visitandines en 1610, les Barnabites en 1614, les Annonciades de Saint-Claude en 1638, les Bernardines réformées en 1639, les Lazaristes en 1641, les cisterciennes de Bonlieu en 1648. La présence religieuse est donc très importante à Annecy qui compte treize maisons religieuses pour 5 000 habitants. La moitié de la ville appartient à différents ordres religieux qui possèdent non seulement les églises et les couvents, mais aussi des ateliers, des moulins et de vastes terres et forêts. Ces ordres religieux, qui ont la charge de l'éducation et des hôpitaux pour les malades et les pauvres, font travailler les artisans et les commerçants locaux.
Au XVIIe siècle, Annecy est toujours un centre pré-industriel actif où, la production des armes blanches ayant périclité, la coutellerie et le moulinage de la soie prennent un nouvel essor tandis que s'impose la fabrication des armes à feu (par ordre de poids : pistolets, arquebuses, mousquets, fauconneaux...).
À partir de 1728, le philosophe Jean-Jacques Rousseau vient demeurer pour quelques années à Annecy où, le 21 mars 1728, il fait la connaissance de Madame de Warens qui s'y est installée de 1726 à 1730.

## La Révolution française

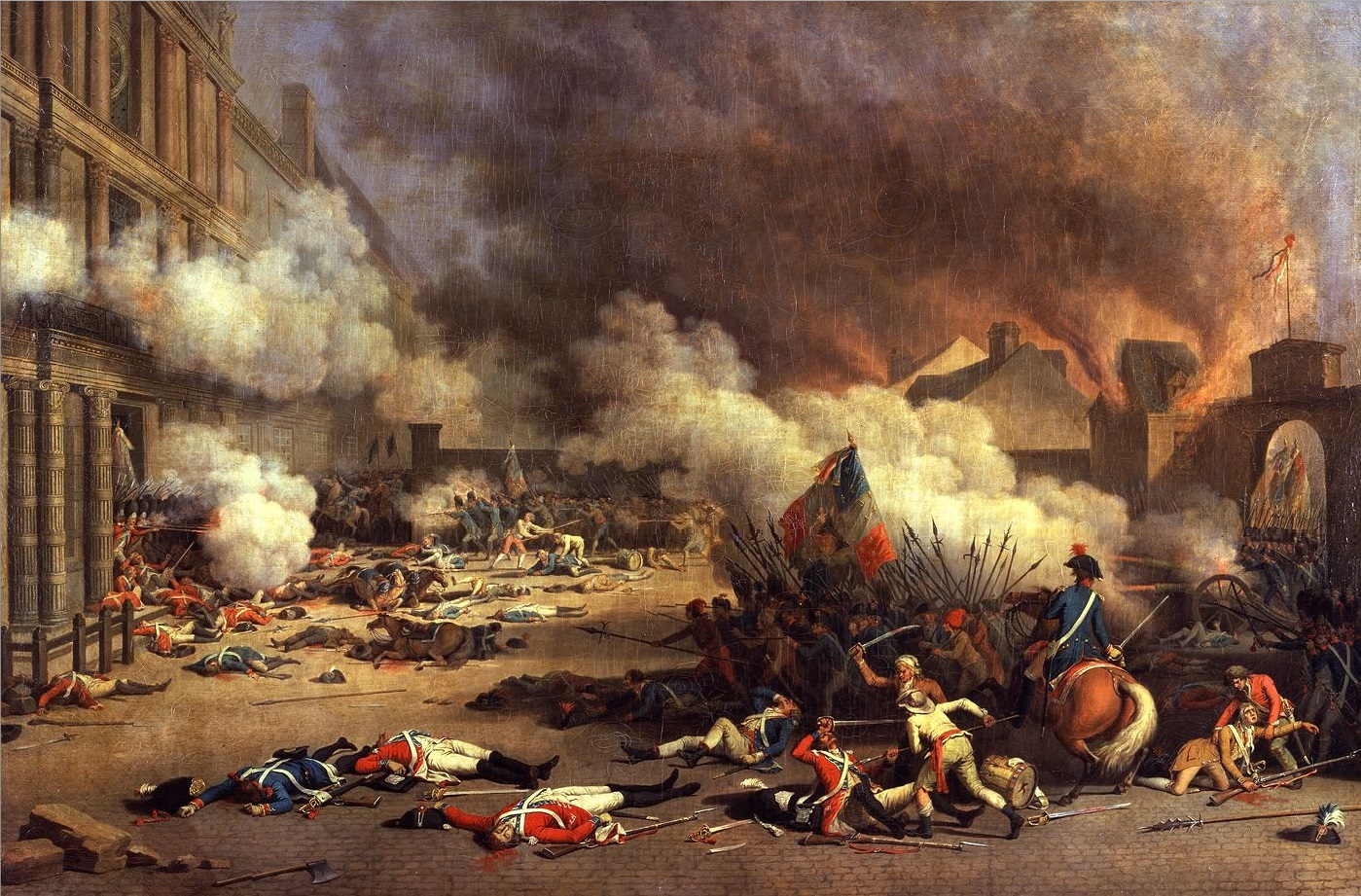
Bataille d'une armée révolutionnaire.

Les idées germes de la Révolution sont connues et répandues parmi les bourgeois d'Annecy grâce aux nombreux Savoyards qui vivent à Paris, sans oublier l'Encyclopédie, les écrits de Voltaire et du genevois Jean-Jacques Rousseau que l'on trouve dans les bibliothèques privées des notables annéciens.
Insérée dans le livre IV du roman pédagogique de Jean-Jacques Rousseau, l'Émile ou De l’éducation, publié en 1762, la célèbre Profession de foi du vicaire savoyard expose la pensée religieuse de l'auteur : un déisme, une religion « naturelle » fondée sur la conscience, les sentiments et l'ordre sensible de l'univers. Elle se veut un modèle quant à la manière d’introduire les jeunes gens aux questions religieuses. Le personnage du vicaire savoyard mêlerait les caractères de deux religieux savoyards que Rousseau avait connus dans sa jeunesse : l’abbé Jean-Claude Gaime (1692 - 1761, genevois d'origine, professeur à l'académie des jeunes nobles de Turin) et l’abbé Jean-Baptiste Gâtier (1703-1760, originaire du Faucigny).

Les États italiens en 1796, la Savoie dans le royaume de Sardaigne.

Dans la nuit du 21 au 22 septembre 1792, les troupes françaises du général Montesquiou envahissent par surprise le duché de Savoie, obligeant l'armée sarde du vieux général Lazary ainsi que de nombreux fonctionnaires et membres du clergé à se réfugier au Piémont à Turin, capitale des États de Savoie depuis 1562. Fin octobre, l'Assemblée des Allobroges, réunie dans la cathédrale de Chambéry, déclare la fin du despotisme, la suppression des droits souverains de la maison de Savoie, de la noblesse, des redevances et droits seigneuriaux, de la milice et la création du département du Mont-Blanc où Annecy n'est que chef-lieu de district. Une municipalité républicaine, avec à sa tête l'avocat Jean-François Favre, est élue, mais le véritable pouvoir demeure entre les mains de la société jacobine des Amis de la liberté et de l'égalité qui compte 110 membres, toute la bourgeoisie de la ville.
L'accueil fait aux troupes françaises a été de prime abord plutôt enthousiaste, car les hauts fonctionnaires ont pris la fuite et les habitants ont le réel sentiment d'être libérés. Cependant, la mobilisation en masse des hommes, les réquisitions militaires payées en assignats dévalorisés, l'augmentation des impôts, la crise économique consécutive à l'exil des nobles et des religieux (90 % des prêtres sont réfractaires), la politique anti-religieuse des représentants de la Révolution (expropriation et obligation du serment à l'Église constitutionnelle), la répression du représentant en mission Albitte (emprisonnement des suspects, déchristianisation : interdiction du culte catholique, fermeture et saccage des églises, destruction des insignes et des objets du culte, clochers, cloches, croix...) finissent par exaspérer la population et la poussent à se révolter (près d'Annecy, émeutes de Faverges, de Thorens, révolte de Thônes : 86 morts...). En 1797, sous le Directoire, les colonnes mobiles du général Pouget pourchassent les déserteurs et les prêtres insermentés (70 sont déportés en Guyane).
En revanche, durant cette période, les importants marchés de France sont accessibles, les capitaux genevois disponibles et ainsi de nombreuses fabriques s'installent au bord du Thiou (notamment à Cran) pour profiter de la force hydraulique et du savoir-faire industriel des Annéciens. En effet, dès la fin du XVe siècle, à l'intérieur d'un enclos d'une douzaine d'hectares, la ville (qui avait déjà près de deux mille habitants) avait affirmé son importance administrative, commerciale et artisanale (surtout dans le textile et la métallurgie grâce aux « artifices » hydrauliques sur le Thiou). À partir de 1795, l'industrie textile se développe fortement grâce à des Genevois comme Jean-Samuel Farzy qui charge son compatriote Poncet d'établir une fabrique d'indiennes à Annecy. En 1811, la manufacture de coton emploie un millier d'ouvriers...

## Le Premier Empire

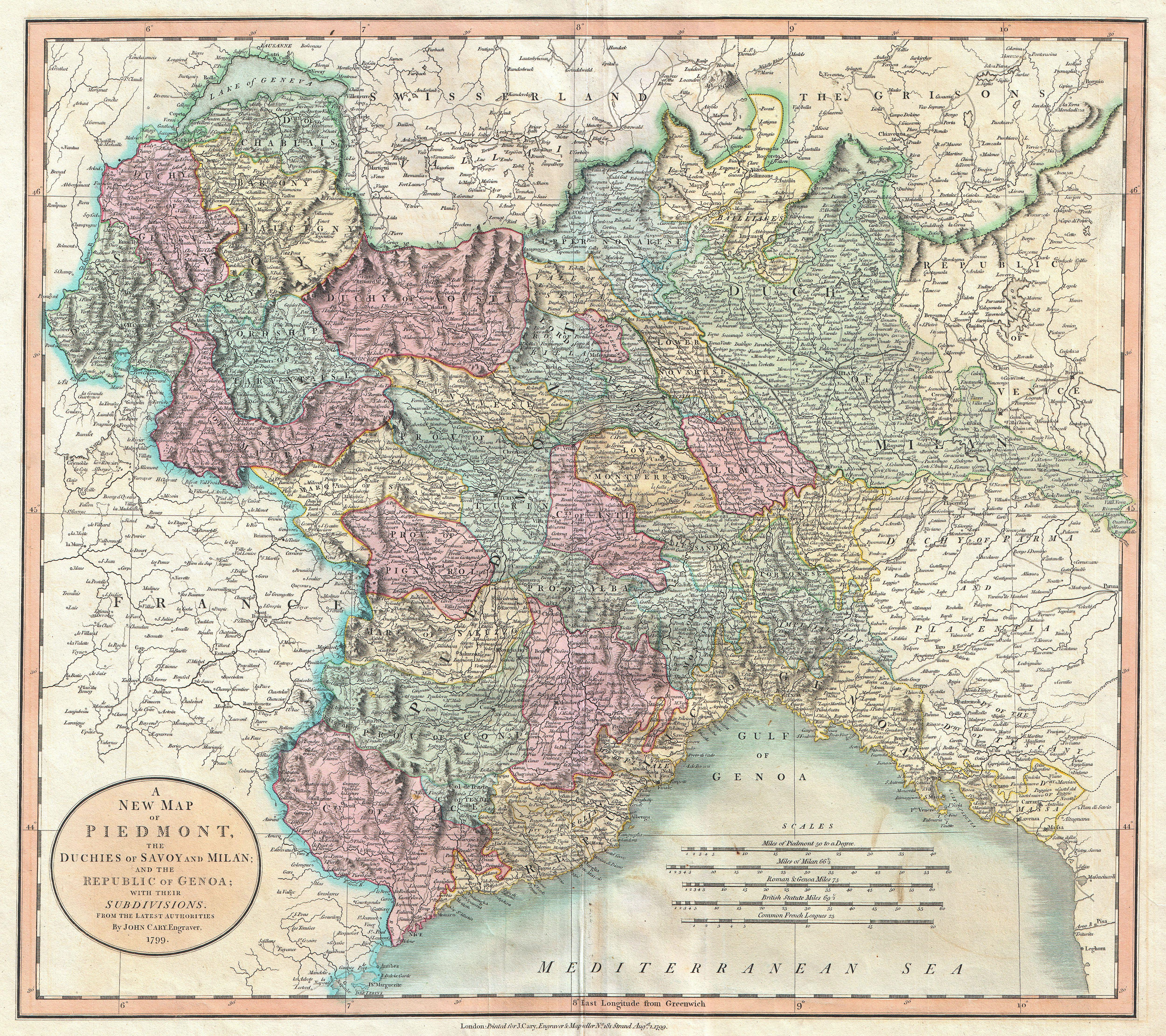
Les provinces du royaume de Sardaigne en 1799.

Le Premier Empire est, pour Annecy, une période de pacification intérieure, de consolidation sociopolitique et de relative prospérité économique.
Après la première abdication de Napoléon Ier, le traité de paix de Paris du 30 mai 1814 partage la Savoie : Chambéry, Annecy et Rumilly demeurent français tandis que le Chablais, le Faucigny et l'arrondissement de Genève, ex-chef-lieu du département du Léman de 1798 à 1813, ne sont pas encore attribués. Ainsi, les Savoyards du Nord, qui songent à perpétuer l'expérience bénéfique du département du Léman, manifestent le désir de s'unir à la Suisse. Mais, à cette époque, les Genevois calvinistes sont réticents à incorporer des territoires peuplés de catholiques et les puissances catholiques s'opposent à la cession de fidèles à la « Rome protestante ».
Après la seconde abdication de l'Empereur, un second traité de Paris est signé le 20 novembre 1815 entre les mêmes parties. Il ramène la France à ses frontières d'avant ses conquêtes révolutionnaires et napoléoniennes. Entre autres, il lui ôte les villes d'Annecy et de Chambéry. Citons l'article I : « Les frontières de la France seront telles qu'elles étaient en 1790, sauf les modifications de part et d'autre indiquées dans l'article présent. » et le § 4 du même article I : « Des frontières du canton de Genève jusqu'à la Méditerranée, la ligne sera celle qui, en 1790, séparait la France de la Savoie et du canton de Nice. Les rapports que le traité de Paris de 1814 avaient établis entre la France et la principauté de Monaco, cesseront à perpétuité, et les mêmes rapports existeront entre cette principauté et S. M. [= Sa Majesté] le roi de Sardaigne. » Le traité fixe aussi les frontières entre Genève et la France.

## La Restauration sarde

Les États italiens en 1843, la Savoie dans le royaume de Sardaigne.

En 1815, une grande fête célèbre la réintégration d'Annecy au sein du royaume de Piémont-Sardaigne (les ducs de Savoie étant devenus rois de Sardaigne vers 1720). En 1817, le lyonnais Louis Frerejean acquiert la forge de Cran près d'Annecy qui devient le centre métallurgique du royaume de Piemont-Sardaigne. Toutefois, le monopole se fragilise en 1832 lorsque les concurrents savoyards Joseph-Marie et Jean Balleydier créent à Gênes des forges plus modernes.
En 1822, la ville, capitale de la province du Genevois, recouvre son siège épiscopal avec un diocèse en son nom propre : Annecy et non plus Genève-Annecy.
En 1842, Annecy accueille l'une des deux intendances générales du duché de Savoie.
En 1860, juste avant l'annexion de la Savoie à la France, la ville compte environ dix mille habitants.
La période sarde de 1815 à 1860 est marquée par de grands travaux d'urbanisme (assainissement, percement et pavage de rues, de places, construction de ponts, de quais et d'immeubles, notamment l'hôtel de ville en 1848, aménagement de la rive du lac : création du Jardin public, de l'île des Cygnes, du pont des Amours, de l'avenue d'Albigny et du champ de Mars...), par une modernisation certaine (eau potable, éclairage au gaz...) et par un important essor économique (en 1850, institution de la Banque de Savoie ; en 1858, la manufacture de coton de Jean-Pierre Duport emploie deux mille personnes...) : Annecy devient un des plus grands centres manufacturiers du royaume...
L'hôtel de ville actuel d’Annecy, de style néoclassique dit sarde, a été construit sur l’ile alors plutôt marécageuse du clos Lombard, ancienne propriété de la Visitation (clos Nazareth), vendue comme bien national sous la Révolution. En effet, cet espace, occupé par des jardins et des cabanes, était séparé de la terre ferme par le Vassé, le Thiou et… la Grenouillère, un petit canal, en fait l'ancien fossé courant devant le mur d'enceinte démoli, reliant les deux autres ! La municipalité l'achète en 1834 en vue d’y bâtir un nouvel hôtel de ville et des maisons privées. La Grenouillère est comblée en 1838. Les plans se succèdent jusqu'en 1843. En 1846, l’ingénieur en chef Justin, du corps royal du génie civil, est chargé d’édifier le Palazzo civico di Annecy devant abriter le conseil municipal, mais aussi l’intendance générale du Genevois, les tribunaux… Fin 1848, l'hôtel de ville est terminé et les services administratifs l'occupent dès 1849. Un peu plus tard, entre l'hôtel et le lac, on aménage un jardin public et des quais tandis que l’île des Cygnes est construite par des… chômeurs ! 
Le royaume de Piémont-Sardaigne prenant la tête du mouvement vers l'unité italienne alors que la France se trouve sous le Second Empire, les libéraux savoyards songent de nouveau à un rattachement de la Savoie du Nord (plus exactement les provinces du Chablais, du Faucigny et du Genevois) à la Suisse. Celle-ci, plus proche du régime libéral piémontais que du régime conservateur français, se montre intéressée et, aussitôt qu'est connue, en janvier 1860, la volonté de Napoléon III d'entamer le processus de cession de la Savoie à la France en échange des services rendus au Piémont dans sa campagne d'Italie contre l'Autriche, Berne exprime son souhait de voir la Savoie du Nord rattachée à la Confédération suisse.
Comme un important mouvement populaire se manifeste en Savoie du Nord en faveur d'un rattachement à la Suisse, le ministre des Affaires étrangères français fait la réponse suivante : « L'Empereur m'a chargé de vous dire que si l'annexion [de la Savoie à la France] devait avoir lieu, il se ferait un plaisir, par sympathie pour la Suisse, [...] d'abandonner à la Suisse, comme son propre territoire, les provinces du Chablais et du Faucigny ». Mais la volte-face de Napoléon III, la fermeté de Cavour, la perspective du démembrement de la Savoie historique (duché de Savoie), la disproportion des moyens mis en œuvre par la France et la Suisse pour s'emparer de la Savoie et convaincre les Savoyards, la proposition, en cas d'annexion à la France, de créer une grande zone franche qui permettrait de maintenir les liens économiques privilégiés entre la Savoie du Nord et la Suisse font échouer cette entreprise méconnue du grand public...

## Après le rattachement de la Savoie à la France

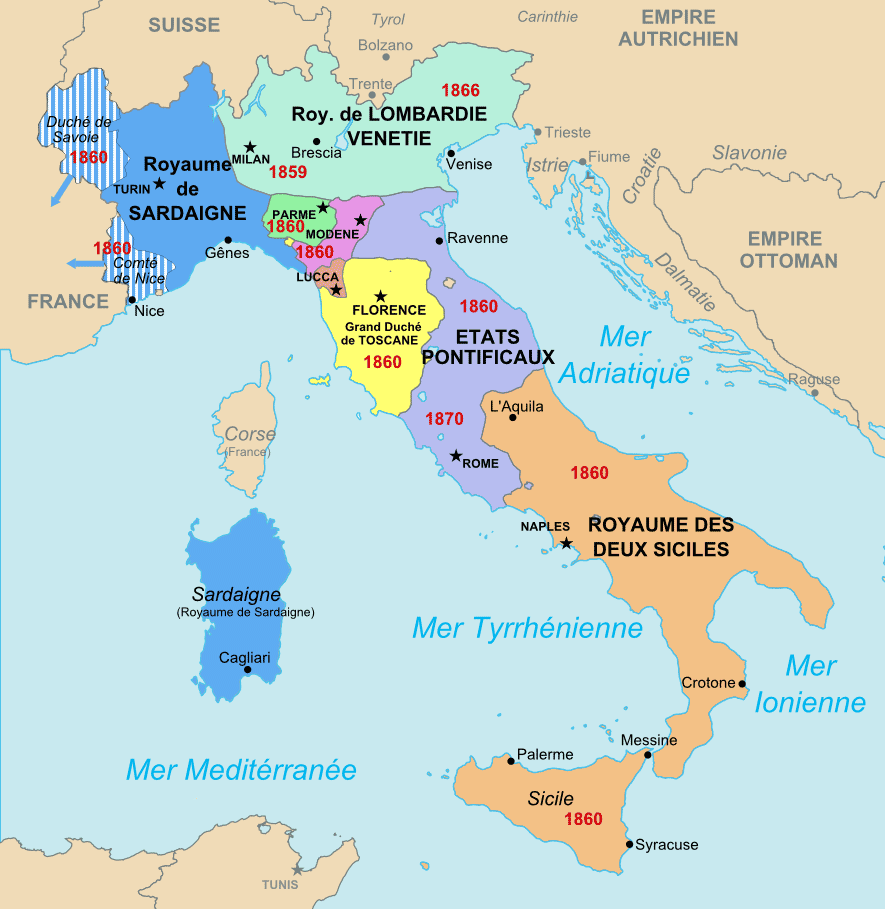
Les ÉÉtats italiens pendant le Risorgimento et annexion de la Savoie en 1860.

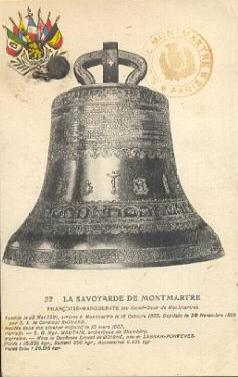
Cloche la Savoyarde à basilique du Sacré-Cœur de Montmartre.

En 1866, le train à vapeur arrive pour la première fois à Annecy. Ce progrès dans les transports permet, entre autres, au tourisme de se développer et de prendre un nouvel essor.
Un syndicat d'initiative est créé en 1895 afin d'organiser de nombreux événements.
À la basilique du Sacré-Cœur de Montmartre à Paris, une immense tour carrée servant de clocher renferme, entre autres cloches, la plus grosse cloche de France. Baptisée la Savoyarde, elle a été fondue à Annecy-le-Vieux en 1895 par les frères Paccard. Elle mesure 3 mètres de diamètre et pèse 18 835 kg. Quant à son support, il pèse 7 380 kg. Le marteau qui la frappe pèse quant à lui 1 200 kg. Elle fut offerte à la basilique par les quatre diocèses de la Savoie, et arriva sur la butte le 16 octobre 1895, ce qui fut un événement parisien.
Le 3 octobre 1898 est inauguré, le collège de filles Raoul Blanchard qui reçoit 120 élèves lors de sa première rentrée. Jusqu'en 1970 et la mixité, le collège et le lycée ne recevra que des filles. En 1943, les Allemands s’approprient le bâtiment et les élèves sont alors transférées dans les bâtiments du lycée Berthollet avant de rejoindre le couvent des sœurs de Saint-Joseph.

## La guerre de 14-18 et l'entre-deux guerres

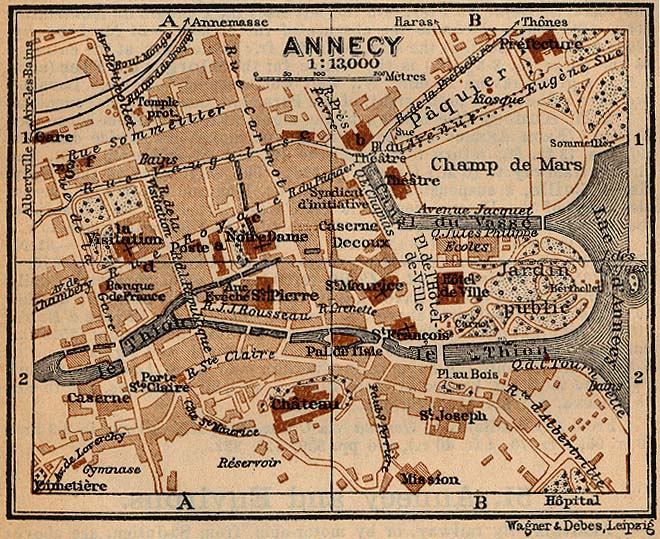
Plan de la ville en 1914.

Durant la première moitié du XXe siècle, la ville grandit lentement. Sa situation géographique, ses voies de communication et son rôle administratif contribuent au développement de nouveaux quartiers (les quartiers des Balmettes, de la Prairie et de Vovray...). Son renouveau économique et industriel est lié à une offre pour l'époque abondante d'électricité par la centrale hydroélectrique de Brassilly, mise en service en novembre 1904 par la Société des Forces du Fier. Ses fondateurs songent aussi à favoriser l'essor touristique en initiant le tramway Annecy-Thônes, qui ouvre sur Chamonix, la Compagnie des bateaux du lac d'Annecy, et la route des Alpes où des autocars proposent des trajets allant de Nice à Evian. Parmi les figures emblématiques de l'industrie locale figurent la famille Aussedat et alliés (Crolard, Callies) des Papeteries de Cran, Laeuffer (Manufacture textile), les dirigeants des Forges et fonderies de Cran, et deux fils de leurs oeuvres : l'électrométallurgiste Jules Barut et le banquier Léon Laydernier, simple gérant d'une banque qui tire sa fortune de la protection d'un monde industriel qui entend mettre en place un district industriel autonome fondé sur le coopérativisme et l’intimité des relations de ses membres [Denis Varaschin, Société des Forces du Fier, Annecy, Société des Amis du Vieil Annecy, 2023 et "Léon Laydernier, cornélien héros annécien", Hommage à Dominique Barjot, 2025).
En 1901, est inauguré le premier tunnel sous le Semnoz, appelé « tunnel de la Puya ». Il mesure 900 mètres et part depuis la zone de Vovray, au bout de l'actuelle rue de la Cité, pour sortir à Sevrier, derrière l'hôtel Beaurivage. Il s'agit d'un tunnel ferroviaire qui a été exploité jusqu'en 1940, pour acheminer du fret et des voyageurs d'Annecy jusqu'à Albertville. Après la guerre, le trafic ferroviaire ne l'a plus emprunté et les autorités l'ont fait clore, mais il existe toujours bien qu'il soit à présent condamné.
La Première Guerre mondiale profite à l'industrie annécienne, qui voit de nombreuses entreprises, notamment suisses, venir s'y installer. L'implantation la plus notable est celle, en 1918, de l'usine de roulements à billes SRO (devenue SNR) . Elle s'installe là en raison de la disponibilité de forces électrique, de la proximité des industriels de la vallée de l'Arve et d'Ugine, et de la disponibilité de terrains jouxtant la gare.
Pour faire face à la demande énergétique croissante, à l'avail immédiat de Brassilly, la Société des forces du Fier mit en service en novembre 1923 une deuxième centrale hydroélectrique, Chavaroche, mieux conçue et sensiblement plus puissante que Brassilly
En octobre 1928, un nouveau réservoir d'eau potable est construit aux Trésums et des tuyaux sont posés dans le Thiou pour alimenter l'est d'Annecy.
La crise économique des années 1930, surtout sensible en 1931-1932, est surmontée par le solidarisme industriel, qui sauve notamment du naufrage la banque Laydernier. 
En 1932 est fondée la « société des Amis du Vieil Annecy », qui connaitra quatre présidents : Auguste Gruffaz (pendant 20 ans), Georges Grandchamp (pendant 51 ans) et Michel Amoudry (depuis 2007).
Après 1936, l'apparition des congés payés permet aux classes populaires de venir découvrir Annecy, son lac et ses montagnes.

## La Seconde Guerre mondiale et la Résistance
À partir du 24 janvier 1944, ce fut l'intendant de police Georges Lelong (P.C. à la villa Mary, avenue du Parmelan) qui eut autorité sur les forces de l'ordre vichystes de la Haute-Savoie (Groupement du maintien de l’ordre) : gendarmerie départementale (rue de la Préfecture, à côté de la maison d'arrêt) ; garde mobile et groupe mobile de réserve (GMR) de la police au quartier Dessaix (avenue de la Plaine) ; police de sûreté et Renseignements généraux avec le SRMAN (Service de répression des menées antinationales) à l'Intendance, à côté du quartier de Galbert (avenue de Genève) ; Sécurité publique et Franc-Garde permanente de la Milice française (PC et trentaine d’Annecy à la Commanderie, aux Marquisats, et cohorte renforcée, au Casino-théâtre, sur le Pâquier, au moment du maquis des Glières).
Quant aux forces allemandes en 1944 (outre environ sept cents soldats hospitalisés à Annecy dans les lycées de garçons et de filles, et le collège technique), elles comprenaient un état-major de liaison auprès de la préfecture de Haute-Savoie (Verbindungsstab, V.S. 988) à l'hôtel Splendid (quai Eustache-Chappuis) avec une trentaine de Feldgendarmen à l'hôtel du Lac ; en janvier, mars et début avril, le Reserve-Gebirgsjäger-Bataillon I./98, puis trois sections du Reserve-Grenadier-Regiment 157, au quartier de Galbert ; un commissariat de police frontalier (Grenzpolizeikommissariat ou Greko) de la police de sécurité (Sicherheitspolizei ou Sipo) à la villa Schmidt (avenue d'Albigny) ; la 12. Kompanie du III./SS-Polizei-Regiment 28 Todt, puis, à partir d'avril 1944, la 13. Kompanie (régimentaire) du SS-Polizei-Regiment 19, de la police d'ordre (Ordnungspolizei ou Orpo), à l'école Saint-François (rue de la Gare), plus, en avril 1944, la 1. Kompanie du I./SS-Polizei-Regiment 19 au quartier de Galbert, sans oublier l'état-major et la section de commandement des bataillons successifs à l'hôtel du Mont-Blanc (rue Vaugelas).
N.B. Les membres en uniforme des unités de police d'ordre (Ordungspolizei ou Orpo) allemandes n'étaient pas des Waffen-SS (des soldats SS) ni même des SS au sens strict. En effet, si, en 1936, les forces de police allemandes passèrent sous la direction de la SS, tous les policiers ne devinrent pas des SS et, dans la police d'ordre, seuls certains cadres le furent (les runes SS argentées sous la poche gauche de poitrine et le grade dans la SS adjoint au grade dans la police indiquant l'appartenance personnelle à la SS). Certes, en février 1943, les régiments de police furent renommés régiments de police SS (comme les SS-Polizei-Regiment 28 Todt et SS-Polizei-Regiment 19), mais ce changement fut purement nominal en vue de remonter le moral des troupes, et ne concerna ni le recrutement (policiers de moins de vingt ans ou de plus de quarante), ni l'entraînement, ni l'armement (armes individuelles et fusils-mitrailleurs tchèques modèle 1926 ; pas d'armes lourdes ni de blindés).

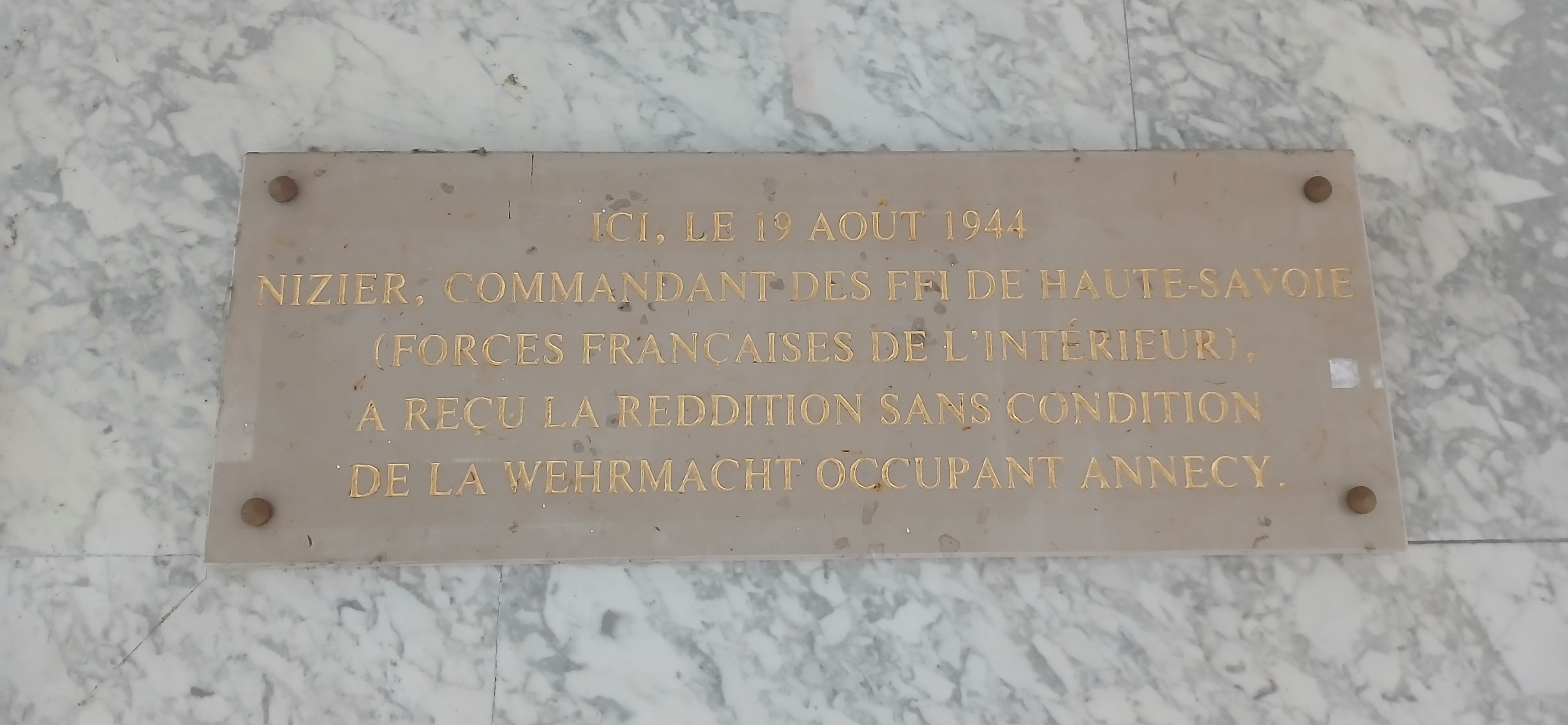
Plaque commémorative sous les portiques du centre ville

Durant la Deuxième Guerre mondiale, Annecy, bombardé à trois reprises par les Alliés (11 décembre 1942, 11 novembre 1943, 9/10 mai 1944) qui visaient l'usine de roulements S.R.O., fut, entre autres, le siège d'une trentaine, puis d'une centaine la Milice française (72 francs-gardes en avril 1944) et de nombreuses prisons (où beaucoup de résistants furent enfermés et trouvèrent parfois la mort sous la torture), mais aussi un centre actif de la Résistance (voir le Maquis des Glières). Nizier, commandant des FFI de Haute-Savoie, la libéra le 19 août 1944 par un coup de bluff en obtenant la reddition des forces allemandes s'apprêtant à se replier selon l'ordre de Hitler du 17 août 1944. La croix de guerre avec étoile est épinglée sur le blason municipal. Les 13, 17 et 18 août, 3 jeunes résistants (Charly Vallin, Max Roberts et Georges Duffaud) sont tués lors de combats en ville, ils avaient été résistants aux Glières puis dans l'Oisans. En 2012, la médaille de la Résistance française leur a été attribuée à titre posthume.

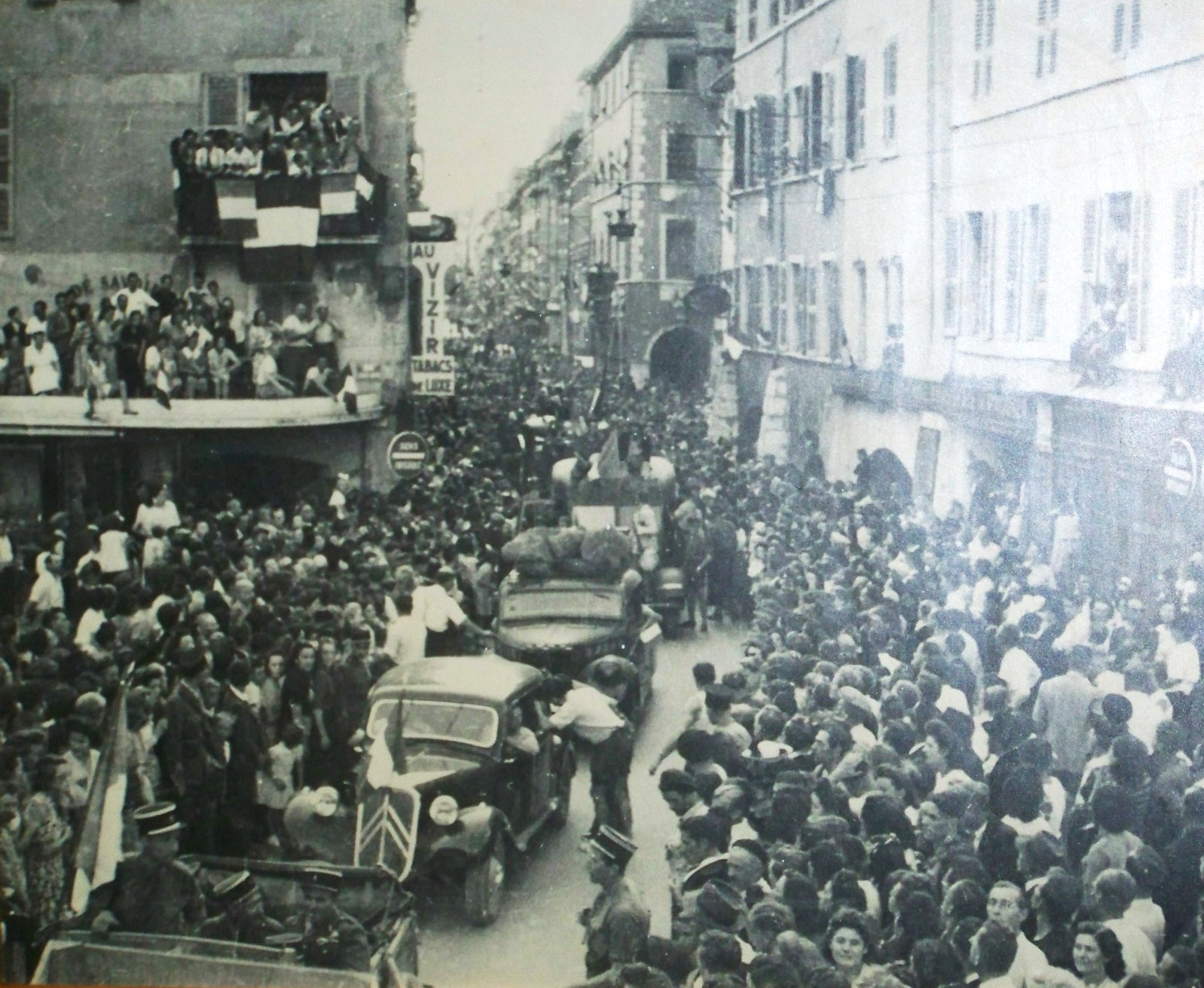
Libération de la ville en 1944.

Après la libération de la ville en 1944 et jusqu'au 30 septembre 1947, un vaste camp de prisonniers allemands sur 7 hectares fut établi sur les terrains de Novel auparavant occupés par des champs. Ce camp avait été construit dès le début de la guerre en prévision des nombreux prisonniers que l'armée française pensait alors faire. À partir de juin 1941, le camp fut en partie occupé par les Compagnons de France, la Milice, puis par les élèves du collège Sommeiller. En moyenne, le camp fut occupé par 1 600 à 1 700 prisonnier allemands, 4 à 5 000 autres prisonniers inscrits dans ce camp furent utilisés pour les travaux des champs. Un seul photographe annécien Henri Odesser fut autorisé à prendre des centaines de clichés. Le dernier prisonnier fut Gerhard Dombusch, violoniste de l'orchestre de Vienne.

## L'après-guerre et la deuxième partie duXXesiècle
En juillet 1945, la municipalité revient sur un certain nombre de nomination de rues : 8 rues reprennent leurs noms d'avant-guerre, 2 autres changent de noms (rue Joseph Blanc et rue des Glières) et la place de la Libération voit le jour.
En 1949, Annecy accueille le second round du GATT, un cycle de négociation commerciale sur la libéralisation des échanges : 23 délégations viennent à Annecy. Les 4 premiers rounds du GATT (Genève en 1947, Annecy en 1949, Torquay en 1951 et Genève en 1956) ont permis de réduire de 40 % à 20 % les droits de douane des pays occidentaux sur les produits importés.
En 1953, commence la restauration du château et des quartiers historiques. Moins de dix ans plus tard est installé le collecteur du tour du lac qui retrouve sa pureté. Un peu plus de dix ans après, est créée la zone piétonne et, encore dix ans plus tard, Annecy est relié à Paris par le TGV.
À partir des années 1960 se développement le nouveau quartier de Novel sur un territoire de champs et de terres de l'ancien manoir et maison forte de Novel du XVe siècle et un camp militaire des années de guerre. Dès 1962, trois ZUP y sont définies : Novel Sud, Novel Nord et Novel Centre pour un total de 2.500 logements. La MJC de Novel est créée en 1967 et celle des Teppes en 1972
En 1963, à Annecy, a lieu la première présentation de l'œuvre de Jean Lurçat, le Chant du monde, un ensemble de dix panneaux de tapisseries. Commencé en 1957, c'est le plus grand ensemble contemporain de tapisseries (80 m de long sur 4,50 m de haut).
En 1979, création de la passerelle Notre-Dame pour créer une liaison entre la place Notre-Dame et la rue Jean-Jacques Rousseau.
Après les Trente Glorieuses, la crise économique entraîne une pause dans le développement urbain fort rapide d'Annecy. Aujourd'hui, Annecy, ville-centre d'une communauté d'agglomération de 140.000 habitants, mène une politique de développement et d'équipements en lien avec les treize autres communes de son agglomération.

## LeXXIesiècle
En août 2003, le Front national, qui a réservé, trois mois auparavant, le palace de l'Impérial à Annecy afin d'y tenir son université d'été, se voit notifier une fin de non-recevoir par la municipalité trois semaines avant l'événement. Après un recours négatif auprès du tribunal de première instance, puis un autre recours toujours négatif auprès de la cour d'appel, le Conseil d'État finit par juger inconstitutionnelle toute manœuvre tendant à empêcher la libre expression d'un parti politique et autorise la tenue de l'université d'été du Front national. Cette décision fait aujourd'hui jurisprudence.
Le 20 juin 2016, les conseils municipaux d'Annecy et de cinq autres communes votent favorablement à la création d'une commune nouvelle au 1er janvier 2017. La nouvelle entité conservera le nom d'Annecy.
Au 1er janvier 2017, fusion d'Annecy avec Cran-Gevrier, Seynod, Meythet, Pringy et Annecy-le-Vieux pour former la nouvelle ville d'Annecy comprenant 126 000 habitants.
Le 14 novembre 2019, un incendie dévaste l'hôtel de ville.
Le 8 juin 2023, un immigré syrien poignarde sur l'aire de jeu du champ de Mars 4 enfants de 22 mois à 3 ans et 2 adultes, avant d'être maîtrisé par la police.

## Histoire thématique

### Personnalités

#### Personnalités liées à la commune
|  |  |  |
|  |  |  |
|  |  |  |
|  |  |  |
|  |  |  |

Annecy (Haute-Savoie, France), et son agglomération proche, ont connu tout au long de l'histoire des personnalités, hommes ou femmes, qui ont marqué particulièrement la ville et son époque, politiquement, culturellement ou économiquement.

##### Membres de la Maison de Savoie
- Clément VII (Robert de Genève), (1342-1394), antipape.
- Amédée VIII le Pacifique (1391-1440), duc de Savoie, bienfaiteur d'Annecy, également antipape sous le nom de Félix V.
- branche cadette de la maison de Savoie, le Genevois-Nemours

##### Philosophes, lettrés, auteurs politiques, juristes
- Jean Allarmet, cardinal de Brogny, (1342-1426), homme d'Église, juriste, vice-chancelier de l'Église catholique, légat du pape, président du concile de Constance.
- Marc-Claude de Buttet (1530-1588), poète savoisien, auteur de l'ode sur La Venue de très illustre princesse Anne d'Este, duchesse de Nemours et Genevois, en sa bonne ville d'Annessi. Edition 1566 Annecy.
- Jean-François de Buttet (1561-1613), avocat du duc Henri Ier de Savoie-Nemours, président du Conseil de Genevois à Annecy de 1610 à 1613, mort en fonction.
- Antoine Favre (1557-1624), juriste, magistrat, poète, lettré, président du Conseil de Genevois, fondateur de l'Académie florimontane, président du Sénat de Savoie.
- Claude Favre de Vaugelas (1585 -1650), lettré, académicien français, responsable du dictionnaire, auteur de la première grammaire française.
- Jean-Jacques Rousseau (1712-1778), écrivain, philosophe, séjourne à Annecy auprès de Mme de Warens.
- Jacques Replat (1802-1866), écrivain, poète.
- Eugène Sue (1804-1857), écrivain et journaliste.
- François Coutin (1881-1977), curé archiprêtre d'Alby-sur-Chéran et de Notre-Dame de Liesse à Annecy, historien, président de l'académie salésienne (1940-1967), vice-président de l'académie Florimontane.
- Jean Fontaine-Vive (1895-1917) poète né à Annecy, inscrit au Panthéon parmi les 560 écrivains morts pour la France.
- Fanchette Le Montet (1917-2006), femme de lettres, qui résida quinze ans à Annecy.
- Patrick Modiano (1945), écrivain y passe son baccalauréat, poisy place l'action de romans et nouvelles..
- Patrick Galan (1950), reporter photographe, écrivain et éditeur.
- Annie Ernaux, y habite de 1965 à 1975. Elle y enseigne en collège et y écrit son premier roman Les armoires vides en 1972-73[31].

##### Ecclésiastiques
- Saint François de Sales (1567-1622), avocat, homme d'Église, prédicateur, artisan de la Contre-Réforme, cofondateur de l'ordre de la Visitation, écrivain, fondateur de l'Académie florimontane.
- Sainte Jeanne de Chantal (1572-1641), mère de famille, cofondatrice de l'ordre de la Visitation.
- Eustache Chappuis (1499-1556), natif, homme d'Église, chanoine de la cathédrale de Genève, ambassadeur de l'empereur Charles Quint à la cour du roi Henri VIII d'Angleterre, fondateur du Collège Chapuisien à Annecy, désormais lycée Berthollet.
- Claude-François de Thiollaz, (1752-1832), l'âme de la contre-révolution en Savoie, ecclésiastique, fondateur de l'évêché d'Annecy en 1823, évêque d'Annecy de 1823 à 1832.
- Abbé Camille Folliet (1908-1944), natif, prêtre, résistant, déporté, aumônier, mort à l'hôpital d'Aix-les-Bains, des suites des blessures reçues à la bataille du Roc Noir.

##### Politiques, militaires
- François-Marie de la Fléchère (1727-1793), colonel de l'armée sarde, premier syndic d'Annecy et comte d'Alex.
- César Balleydier (1762-1807), natif, militaire sarde, volontaire d'Annecy dans les troupes révolutionnaires françaises, refuse le grade de général, colonel de la Grande Armée, mort au combat[32],[33].
- Marie-François Moreau (1764-1833), dit Moreau de Châlon, né à Annecy, député à la Convention.
- Claude Challut (1771-1804), natif, membre de la légion des Allobroges (1793), participe aux campagnes d'Italie, meurt à la bataille d'Iéna (1806)[32],[34].
- Pierre Decouz (1775 - 1814), natif, général de l'armée napoléonienne, baron de l'Empire.
- Marie François Sadi Carnot (1837-1894), ingénieur en chef pour le département de la Haute-Savoie qui fit construire le système de régulation des eaux du lac d'Annecy. Président de la république française de 1887 à sa mort.
- Louis Terrier (1854 - 1895), natif, homme politique français, député d'Eure-et-Loir, ministre du Commerce, de l'Industrie et des Colonies.
- Léon Berthet (1861-1937), homme politique, député de la Haute-Savoie de 1898 à 1910.
- Joseph de Galbert (1874-1916) un des premiers commandants du 27e BCA, mort à sa tête au combat le 13 septembre 1916 dans la Somme. Chevalier de la légion d'honneur en 1915, ancien de l'école spéciale militaire, il combattit en Tunisie (1900) et en Algérie (1900-1904)[35].
- Jean Vallette d'Osia (1898-2000), chasseur alpin, général de corps d'armée, résistant.
- Louis Emile André Clair (1901-1965), né à Annecy le 6 mars 1901, officier dans les tirailleurs marocains. Il participe à la campagne d'Italie en 1944, puis à la Libération de la France en 1944-1945 et enfin, comme colonel du 4e régiment de tirailleurs marocains (4e RTM) de février 1945 à novembre 1946, à la campagne d'Allemagne. Il est élevé à la dignité de grand officier de la Légion d'honneur en 1959[36].
- Maurice Anjot (1904-1944), capitaine résistant, second chef du Maquis des Glières.
- Alban Vistel (1905-1994), alias Alban ou Hectare, résistant, Compagnon de la Libération[37]
- François Morel-Deville (1910-1968), officier de spahis de la 2ème DB, participe à Umbrega à la dernière charge de cavalerie de l'armée française, Compagnon de la Libération [38]
- Théodose Morel, alias Tom (1915 à Lyon-1944), lieutenant, résistant, premier chef du Maquis des Glières.
- Jean Fournier (1917-1961), pilote du Groupe de chasse Île-de-France, Compagnon de la Libération [39]
- Alphonse Métral (1921-2009), homme politique, journaliste, cadre d'entreprise, secrétaire et bras droit des deux chefs du maquis des Glières.
- Fernand Peilloud (1941), homme politique.
- Bruno Rebelle (1958), natif, personnalité politique, vétérinaire de profession. Il fut directeur exécutif de Greenpeace France.

##### Artistes
- Charles François Mouthon, artiste peintre, né à Annecy le 29 décembre 1871; mort à Grenoble en 1969.
- François-Dominique Lange (1676), natif, peintre de l'école de Bologne[40].
- Antoine Paccard (1770-1830), entrepreneur, fondeur de cloches.
- Adrien Guignet (1816-1854), peintre orientaliste.
- Paul Cabaud (1817-1895), natif, peintre paysagiste, lithographe, portraitiste, photographe.
- Clotilde Dunant (1821-1892), natif, artiste peintre.
- Henri Lavorel (1914-1955), natif, réalisateur, scénariste et producteur de cinéma.
- Andrée Pollier (1916-2009), natif, artiste peintre.
- Maurice Boitel (1919), artiste peintre, a peint à Annecy au début de la Seconde Guerre mondiale et a combattu sous les ordres de Jean Valette d'Osia entre 1944 et 1950).
- Randy Weston (1926-2018), pianiste et compositeur de jazz[41], en 1974.
- André Paccard (1929-1995), entrepreneur, décorateur prestigieux.
- Michel Séméniako (1944), natif, photographe.
- Christian Pétron (1944), plongeur, réalisateur et directeur de la photographie.
- André Dussollier (1946), natif, acteur.
- Patrick Galan (1950), natif, reporter, photographe, écrivain.
- François-René Duchâble (1952), pianiste.
- François Raulin (1956), natif, pianiste et compositeur de jazz.
- Véronique Jannot (1957), natif, actrice et chanteuse.
- Umberto D'Aloise (1957), natif, écrivain, professeur de guitare classique, professeur des écoles spécialisée.
- Patrice Guers (1969), natif, musicien, bassiste de rock.
- Hub (1969), natif, auteur de bande dessinée.
- Dolly Golden (1973), natif, actrice pornographique.
- Franck Thiliiez (1973), natif, écrivain de romans policiers.
- Frédérique Bel (1975), natif, actrice.
- Yannick Corboz (1976), natif, auteur de bande dessinée.
- Céline Tran (1979), native, ancienne actrice de films pornographiques et scénariste de bande dessinée.
- Camille Berthollet (1999), natif, violoniste et violoncelliste.

##### Scientifiques
- Joseph de la Charrière (vers le milieu du XVIIe siècle), natif, médecin[42],[43].
- Claude-Louis Berthollet (1748-1822), chimiste, savant, fondateur de l'École polytechnique, membre de l'Académie des sciences.Membre fondateur de l'Académie des sciences de Turin.
- Charles-François de Buttet, (1738-1797), officier d'artillerie et ingénieur du roi Victor-Amédée III de Sardaigne, Restaurateur du pont de la Caille et citoyen d'honneur de la ville d'Annecy le Ier décembre 1783, pour lui et ses descendants. Membre fondateur de l'Académie des Sciences de Turin.
- Cécile Vogt-Mugnier (1875 - 1962), natif, neurologue et neuropathologiste franco-allemande très réputée.
- Léon Moret (1890-1972), natif, géologue et professeur à l'université de Grenoble, membre de l'Académie des sciences.
- Louis Armand (1905-1971), ingénieur, haut responsable des chemins de fer, grand résistant, commission européenne, Académie française.
- Michel Germain, (1945) natif, historien et président fondateur de la Société des Auteurs savoyards
- Heïdi Sevestre (1988), native, glaciologue

##### Entrepreneurs et chefs d'entreprises
- Joseph-Marie et Jean Balleydier (1777-1857 et 1779-?), natifs, maîtres de forges.
- Jean Gottfried Laeuffer (1793-1874), directeur d'une filature qui fut la plus grosse entreprise de toute la Savoie.
- Benoit Frerejean (1802-1871), maître de forges.
- Victor Frerejean (1802-1886), maître de forges.
- Léon Laydernier (1866-1958, né à Annecy), banquier, entrepreneur, humaniste.
- Eugène Rognard (1878 - 1945, né à Annecy), ecclésiastique, curé de Tampon, créateur de la première Caisse de crédit agricole.
- Alban Vistel (1905-1994, né à Annecy), cofondateur des éditions Aventures & Voyages avec Bernadette Ratier puis en 1950 des éditions Lug avec Marcel Navarro. Il a été un résistant durant la guerre.
- François Entremont (1908-1986), entrepreneur, créateur de l'emmental Entremont.
- Marcel Fournier (1914-1985, né à Annecy), entrepreneur, créateur du groupe Carrefour. Il a ouvert à Annecy, à l'emplacement actuel du Casino Parmelan, le premier supermarché Carrefour, avec promotions et self-service.
- Antoine Riboud (1918-2002), entrepreneur, créateur du groupe Danone.
- Michel Rollier (1944, né à Annecy), industriel, à la tête du groupe de pneumatiques Michelin depuis mai 2006.
- Thierry Ceccon (1947), chef d'entreprise (groupe Ceccon, CBLA) et entrepreneur.
- Marc Veyrat (1950, né à Annecy), grand chef cuisinier français spécialisé en gastronomie moléculaire, avec deux fois trois étoiles au Guide Michelin et meilleur cuisinier et 2x 20/20 au Gault-Millau.

##### Sportifs
- Maurice Cacheux (1913-1980, décédé à Annecy), coureur cycliste.
- Louis Lachenal (1921-1955, né à Annecy), sportif, alpiniste, conquérant de l'Annapurna.
- Bernard Collomb (1930, né à Annecy), coureur automobile.
- Claude Maupuy (1932-2005), culturiste, N°3 Mister Univers 1962, Mister Apollon 1963.
- Jean Jacques Ikonga dit "Mermans", (1934, né à Brazzaville), footballeur, titre national amateur en 1960.
- Aimé Jacquet (1941, résident depuis 2008), ancien sélectionneur de l'équipe de France de football, vainqueur Coupe du monde 1998.
- Patrick Choulet (1950, résident depuis 1956), champion du monde double messieurs de tennis de table handisport avec Christian Ducimetière en 1970. 9 titres champion de France handisport, champion des alpes FFTT, champion de France corpo et ASPTT double mixte avec Claude Bergeret.
- Claude Bergeret (1956, née à Annecy), 6 fois championne de france individuelle de tennis de table avec l'ASPTT Annecy et Championne du Monde en double mixte avec Jacques Secrétin en 1977.
- Jeannie Longo (1958, née à Annecy), plus de 30 médailles aux Jeux Olympiques ou en Coupe du monde cycliste, treize championnats du monde, trois victoires du Tour de France féminin, 38 records du monde.
- Pierre Tardivel (1963, né à Annecy), guide et skieur extrême.
- Raphaëlle Monod (1969, née à Annecy), championne de ski bosses, 23 victoires en coupe du monde et 55 podiums.
- Vincent Vittoz (1975, né à Annecy), fondeur (ski de fond). Il décrocha la médaille d'or en poursuite aux championnats du Monde de ski nordique de 2005.
- Vanessa Gusmeroli (1978, née à Annecy), patineuse artistique française plusieurs fois championne de France.
- Ève Pouteil-Noble (1981, née à Annecy), 1re française médaillée aux championnats du Monde d’escrime au sabre féminin.
- Candide Thovex (1982, né à Annecy), skieur freestyleur français né à Annecy.
- Thomas Fanara (1984, né à Annecy), skieur alpin français spécialiste du slalom géant.
- Nadège Bobillier-Chaumont (1988, née à Annecy), patineuse artistique française qui fut 2 fois championne de France.
- Christophe Lemaitre, (1990, né à Annecy), athlète du sprint, champion de France, d'Europe et du Monde, recordman de France du 100 m et champion d'Europe du 100 m et 200 m en 2010
- Léo Anguenot, (1998, né à Annecy), skieur alpin et skieur nautique français.
- Perrine Laffont (1998), skieuse acrobatique française, elle étudie à l'IUT d'Annecy, Université Savoie Mont Blanc.
- Louis Tuaire, (1999, né à Annecy), skieur alpin français.
- Fabien Tilliet (champion du monde de rame en 2003, 2005 et 2009).
- Vanessa Gusmeroli, patineuse.
- Marion Chevrier, (2001, née à Annecy), skieuse alpine française.
- Hugo Desgrippes, (2000, né à Annecy), skieur alpin français.

#### Autres personnalités
Liste de personnalités non annéciennes mais ayant un lien avec la ville.
- Jacques Ier Androuet du Cerceau (1510-1585), architecte français de la seconde moitié du XVIe siècle, mort à Annecy.
- Carlo Bourlet (1866-1913), grand mathématicien français, mort à Annecy.
- Waloddi Weibull (1887-1979), grand ingénieur et mathématicien suédois, mort à Annecy.
- Georges Gimel (1898-1962), artiste-peintre qui partagera sa vie entre Megève, Annecy, Grenoble et Paris.
- Gaston Cusin (1903-1993), syndicaliste, membre du cabinet de Pierre Cot, chargé dans les différents gouvernements du Front populaire... Il fit ses études secondaires au lycée Berthollet d'Annecy.
- Pierre Lamy (1909-1944), une figure de la résistance intérieure française.
- Michel Vinaver (1927), homme de théâtre et écrivain, il fit une partie de ses études à Annecy.
- Pierre Schoendoerffer (1928), scénariste, réalisateur et écrivain français, il fut pensionnaire au lycée Berthollet d'Annecy pendant la guerre.
- Thierry Ardisson (1949), animateur et producteur de télévision française, il étudia au collège et lycée Saint-Michel avant de partir pour Montpellier.
- Stéphane Thebaut (1963, résident depuis 2004), animateur de télévision.
- David Grumel (1971), artiste de musique.
- Quentin Bailly, champion du Monde de pâtisserie en 2013, alors chef chocolatier à Annecy[44]

### Lieux et monuments d'Annecy

#### Casino-théâtre d'Annecy
Le bâtiment du casino-théâtre (1785-1981) s'élevait au début du Pâquier sur les bords du canal du Vassé. Le bâtiment a été en deux siècles plusieurs fois réaménagé. Initialement il s'agissait d'une petite salle de spectacle construite pour la troupe de Joseph-François Tochon, cependant sa construction comme son fonctionnement jusqu'en 1825 se heurta toujours à une forte opposition.
Le 24 août 1826, est inauguré un nouveau bâtiment construit par la Société des Beaux-Arts soutenue par de nombreux notables de la ville et construit par Prosper Dunant. Mais l'opposition au projet ne désarme pas puisqu'il subit une tentative criminelle d'incendie et ses affaires ne sont pas brillantes.
En 1863, la ville rachète le bâtiment et d'importants travaux de rénovation et d'agrandissement sont entrepris avec une nouvelle salle à l'italienne de 774 places, chauffée et éclairée au gaz et une scène remise à neuf. Le nouveau théâtre est inauguré en octobre 1865 et l'exploitation en est confiée à la nouvelle Société du théâtre d'Annecy avec la responsabilité de constituer une troupe d'acteurs en résidence permanente. Cependant, l'affaire n'est toujours pas rentable et les difficultés financières se multiplient ; il n'y a pas assez de public et les directeurs se succèdent.
En 1907, le théâtre est électrifié et s'ouvre aux associations locales en complément des représentations données par les troupes en résidence permanente. À l'époque la ville s'est bien développée d'un point de vue touristique et la nécessité d'un casino se fait jour. Il est alors envisagé une démolition, d'autant plus que le bâtiment a vieilli ; il est alors surnommé « la verrue du Pâquier ».
Après la Première Guerre mondiale, sous l'impulsion du maire Joseph Blanc, un nouveau bâtiment est construit, accolé au théâtre pour accueillir une salle des fêtes, deux salles de jeux et un café-glacier. Il est inauguré en juillet 1921, mais l'établissement se heurte à de nombreuses difficultés : difficultés financières, déficits chroniques, infiltrations d'eau... De nouveaux travaux de rénovation et d'agrandissement sont entrepris pour accueillir une salle de dancing, une véranda abritant le jeu de la Boule et une terrasse sur laquelle est exploitée une brasserie-restaurant, mais sans plus de succès financier. La Seconde Guerre mondiale sonne le glas du bâtiment.
En 1950, la quatrième reconstruction est entreprise. Le nouveau bâtiment conçu par Paul Jacquet peut accueillir 880 spectateurs, mais des travaux importants sont à nouveau nécessaires dès 1973. En 1980, est mis au jour une vaste affaire d'escroquerie, datant d'au moins dix ans et dans laquelle est impliquée la majorité des croupiers et la direction. Un procès retentissant s'ensuivra, mais en octobre 1981, le bâtiment est définitivement détruit, libérant un espace de plus d'un hectare, rendu à la pelouse du Pâquier et offrant un accès prestigieux au lac.

#### La Caserne Galbert
De 1887 à 1997, la caserne Galbert a occupé dans le quartier des Fins, entre l'avenue de Genève et la voie ferrée, un terrain de 2 hectares, choisi par dépêche ministérielle du 22 avril 1887. En attendant sa construction effective, le 11e BCP (bataillon de Chasseurs à Pied) futur occupant est dispatché entre la vielle caserne du Sépulcre, occupée jusqu'alors par le 30e RI (régiment d'Infanterie), les villes de Bonneville et de Thonon.
Au lieu d'un seul bâtiment de quatre étages destiné à loger tout le bataillon comme il était initialement prévu, il est construit une douzaine de bâtisses de plain pied, adoptant un plan dit "baraqué". Finalement les 650 soldats du 11e BCP s'installent dans leur nouvelle caserne à l'automne 1889. En 1900 est construit un hangar à voitures, en 1913 un bâtiment de bains et douches, en 1914 un lavoir-séchoir, en 1924 un nouveau réfectoire et en 1939 un cinétir pour s'entraîner au tir en mouvement.
En 1922 la caserne devient celle du 27e BCA (bataillon de Chasseurs Alpins) qui s'y installe à partir du 11 juillet à son retour de Haute-Silésie (Pologne). La caserne prend alors le nom de Galbert en hommage au commandant Joseph de Galbert (1874-1916) un des premiers commandants du 27e BCA, mort à sa tête au combat le 13 septembre 1916 dans la Somme. Chevalier de la légion d'honneur en 1915, ancien de l'école spéciale militaire, il combattit en Tunisie (1900) et en Algérie (1900-1904),.
En 1997, le 27e BCA rejoint sa nouvelle caserne Tom Morel, plus grande et plus moderne, à Cran-Gevrier.

#### Le cimetière de Loverchy
Le cimetière de Loverchy fût inauguré en 1822, puis agrandi en 1859. Il a été l'unique cimetière d'Annecy jusqu'à la création du cimetière des Îles en 1953. D'une superficie totale de 32.000 m2, découpé en 23 espaces comprenant 3.500 tombes environ dont la plus ancienne date de 1824.
Quatre anciens maires d'Annecy y sont enterrés (Louis Boch, François Ruphy, Thomas Ruphy et Louis Chaumontel). Parmi les autres personnalités : le banquier Léon Laydernier, les chefs d'entreprise Bernard Duport et Jean Laeuffer, l'architecte Marius Vallin, l'avocat et homme politique Camille Dunant, l'archéologue Louis Revon, le journaliste et homme politique Jules Philippe, l'alpiniste Louis Gramusset, le peintre Paul Cabaud et l'écrivain Eugène Sue.

#### L'Impérial Palace
En 1912, le directeur du Grand Hôtel Verdun René Levraz achète pour 500 000 francs à l'architecte Louis-Joseph Ruphy, un terrain situé au bord du lac pour construire un Grand Hôtel de luxe.
Dès 1913, le chantier commence avec comme architectes Imbert et Louis-Joseph Ruphy. Le chef de chantier Jean-Baptiste Gibello dispose de 80 ouvriers essentiellement italiens avec comme ambition de finir une partie des travaux en 10 mois. Les matériaux utilisés sont en grande partie achetés dans les environs comme les pierres de taille de Menthon et de la Puya, les sapins de Doussard.
Le 14 juillet 1913, l'hôtel ouvre son rez-de-chaussée et son premier étage avec 80 chambres sur les 300 prévues. Le parc de 41 000 m2 est aussi ouvert. Le reste de la construction s'étalera jusqu'en 1918. Terminé le Palace dispose de 300 chambres sur 7 étages et 200 salles de bains.
De nombreuses personnalité dont des têtes couronnées et une clientèle riche commencent vite à fréquenter les lieux mais la guerre de 1914-1918 apporte son lot de difficultés avec une conjoncture internationale qui rend difficile la gestion d'un établissement comme l'Impérial Palace. En 1930 René Levraz est contraint de vendre l'Impérial Palace à l'Union nationale des sociétés mutuelles de retraites des anciens combattants.
En février 1935 Alban Dulong rachète le fonds de l'Impérial Palace qui est reconnu comme un des plus importants établissements de luxe, recherché par des Lords anglais, des banquiers belges et des aristocrates italiens, comme le prince Georges d'Angleterre, le sultan du Maroc ou Winston Churchill.
En 1943, l'occupant allemand réquisitionne l'Impérial Palace pour en faire un hôpital militaire, puis il devient le quartier général de la Résistance haut-savoyarde. Après la guerre des importants clients reviennent comme Édith Piaf, Sacha Guitry, Charlie Chaplin
En 1959, la municipalité déclare une "servitude d'espace vert" sur le parc de l'Impérial Palace pour le protéger. En septembre 1965, l'Impérial Palace est déclaré en faillite et ferme définitivement ses portes. Des dizaines de projets foisonnent pendant 20 ans pour ce beau bâtiment.
Le 20 mars 1967 la municipalité décide d'acquérir l'Impérial Palace et ses jardins d'une surface globale de 43 624 m2.
Le 25 octobre 1981, incendie à l'impérial Palace à l'abandon, la toiture et le dernier étage sont la proie du feu. En décembre 1986, un accord est signé par la municipalité avec le groupe Hopf pour la reprise du fonds de l'Impérial Palace et sa reconstruction. Les murs restant la propriété de la ville d'Annecy.
En décembre 1990, entièrement reconstruit et réaménagé, l'Impérial Palace rouvre ses portes en tant que nouveau complexe hôtelier autour d'un casino. Le 31 mars 1991, inauguration du Casino Impérial Palace après les importants travaux de réhabilitation.
En juillet 2013, le groupe immobilier PVG (Gaston Pollet-Villard) basé à La Clusaz rachète le fonds de l'Impérial Palace à l'allemand Hopf Hotels & Resorts,.

##### Les plongeoirs et la plage de l'Impérial
Les plongeoirs de la plage de l'Impérial, auparavant appelée Annecy-Plage, puis le Pop Plage, ont été construits en 1932, en acier et en bois, 3 ans avant l'ouverture officielle de la plage.
En 1955, l'abbé Robert Simon, alias l'abbé volant, y a effectué un saut de 35 ans après que le plus haut des plongeoirs ait été surélevé par un échafaudage en métal de 20 mètres.
Leur grande rénovation de 1984 a permis de prolonger leur utilisation, mais les nouvelles instructions ministérielles du début des années 2000 ont conduit à leurs fermetures.
En 2006, la plage, le restaurant et la boîte de nuit ont été confiés dans le cadre d'une délégation de service public, à la société LPI pour une durée de 15 années. Depuis 2022, la DSP est confiée à la société PVG, ce qui a engendré une procédure judiciaire entre l'ancien délégataire et la mairie.

#### Le Tramway des Aravis

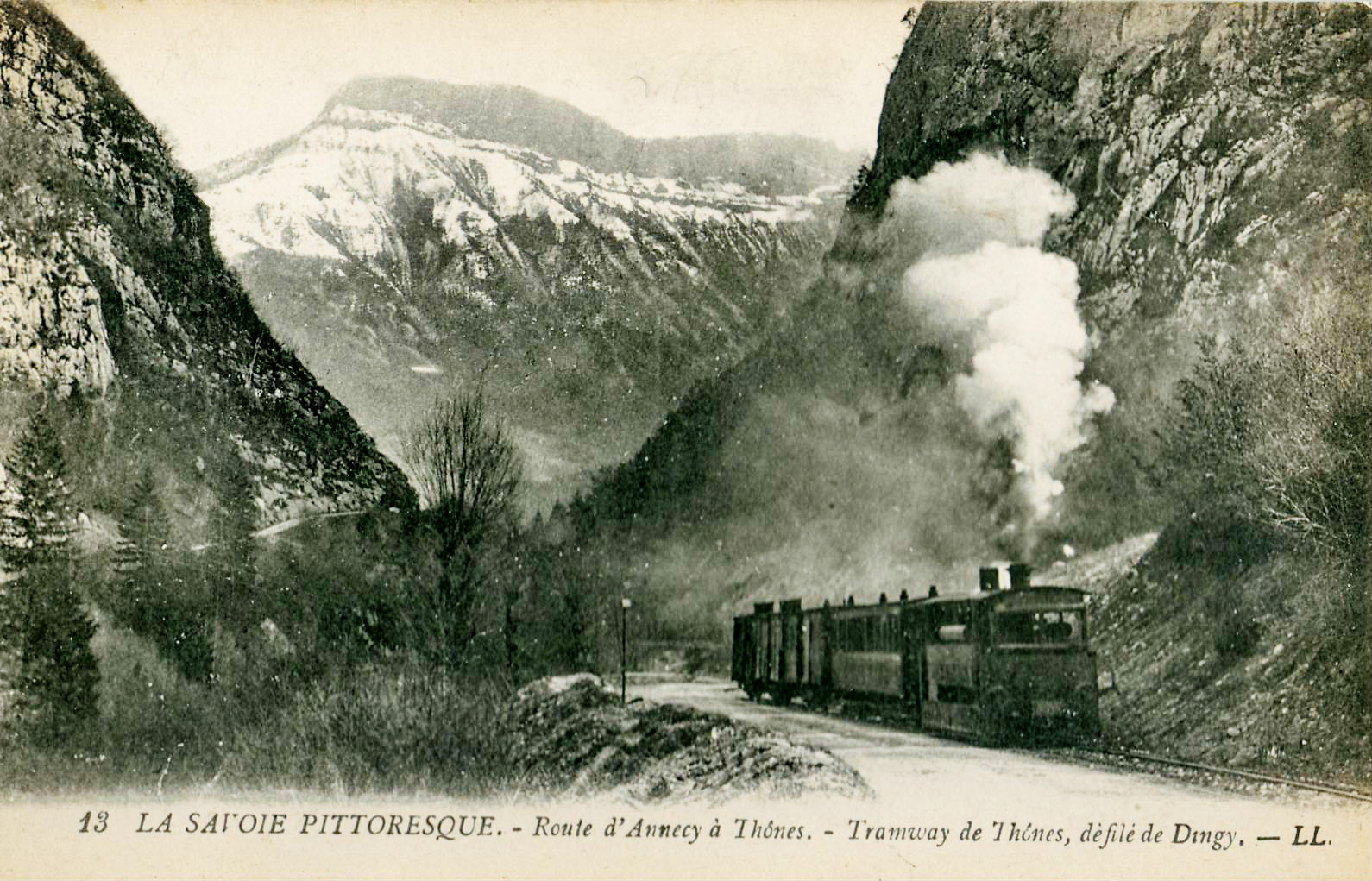
Tramway d'Annecy à Thônes au défilé de Dingy

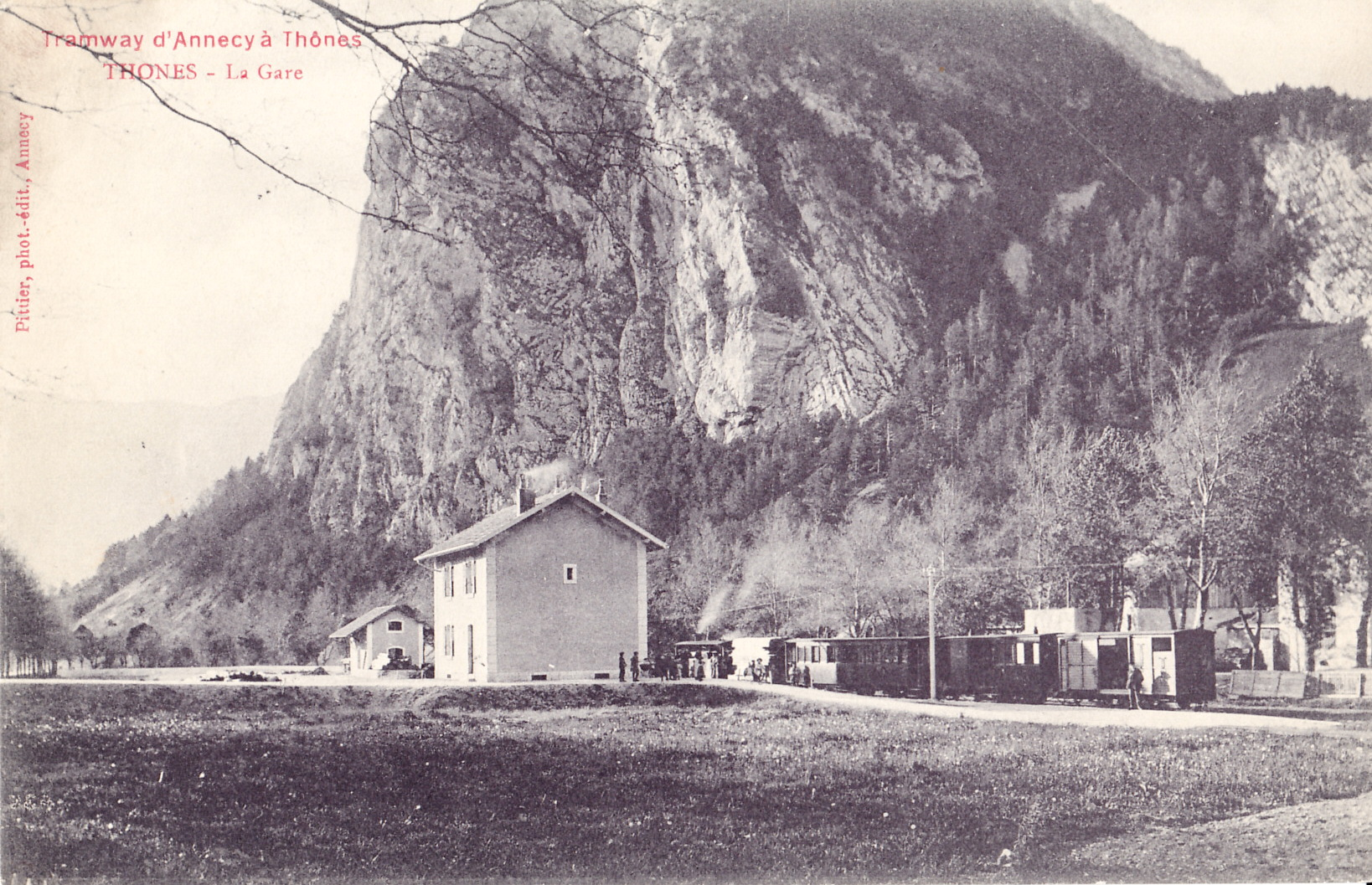
La gare terminus de Thônes

En 1886, Auguste Alesmonières, ingénieur civil chargé d'étudier les possibilités des réseaux ferrés en Haute-Savoie, avance l'idée d'une liaison ferroviaire entre le centre d'Annecy et la ville de Thônes au centre du massif des Aravis. Ce premier projet est rejeté par le ministère des Transports.
En 1892, un second projet proposé par l'ingénieur des Ponts et Chaussées Jules Barut, passant par le défilé de Dingy, est finalement accepté par le Conseil général du département.
Le 11 septembre 1898, la nouvelle Compagnie du Tramway d'Annecy à Thônes met en service le Tramway d'Annecy à Thônes après 6 ans d'importants travaux de terrassement. Le parcours démarrant du dépôt ferroviaire d'Aléry, s'étend sur 21,5 kilomètres, comportant 8 haltes (Pâquier, Salomons, Vignières, Annecy-le-Vieux, Sur les Bois, Dingy Saint-Clair, Alex et Morette) avant d'arriver à la gare de Thônes.
Le matériel roulant comportait trois locomotives à vapeur fabriquées à Lyon, chacune pouvant tracter jusqu'à huit wagons de voyageurs et de marchandises. La vitesse était de 15 km/h et le trajet durait environ 1h30. La vallée de Thônes a beaucoup bénéficié du transport des marchandises (produits fermiers et industriels), en 1925, plus de 11 500 tonnes de marchandises ont été transportées. Le nombre de voyageurs a été croissant passant de 48 000 en 1903 à 75 000 en 1923. L'hiver les annéciens venaient à Thônes apprendre à skier sur les prés enneigés.
Dans les années 1920, la compagnie connaît des déficits d'exploitation qui conduisent le Conseil général à décider la suppression de la ligne. Le dernier voyage eut lieu le 14 mai 1930 après 32 ans de service.
La ligne a connu une trentaine d'accidents, essentiellement dus aux intempéries, à l'imprudence des voyageurs et à quelques actes de malveillance.

### Le patois annécien
Le patois annécien est un dérivé du langue savoyarde, aussi appelé franco-provençal et récemment arpitan.
Par exemple s'agissant des crozets qui sont une variété de pâtes alimentaires spécifiques à la Savoie. Le nom viendrait de du savoyard croé qui signifie petit, mais on trouve aussi différents termes dont celui d'Annecy qui est croezu.

### Vie militaire
Unités militaires ayant tenu garnison à Annecy :
- 30e régiment d'infanterie, 1906
- 11e bataillon de chasseurs à pied, 1906
- 27e bataillon de chasseurs alpins, 1922

### Galerie

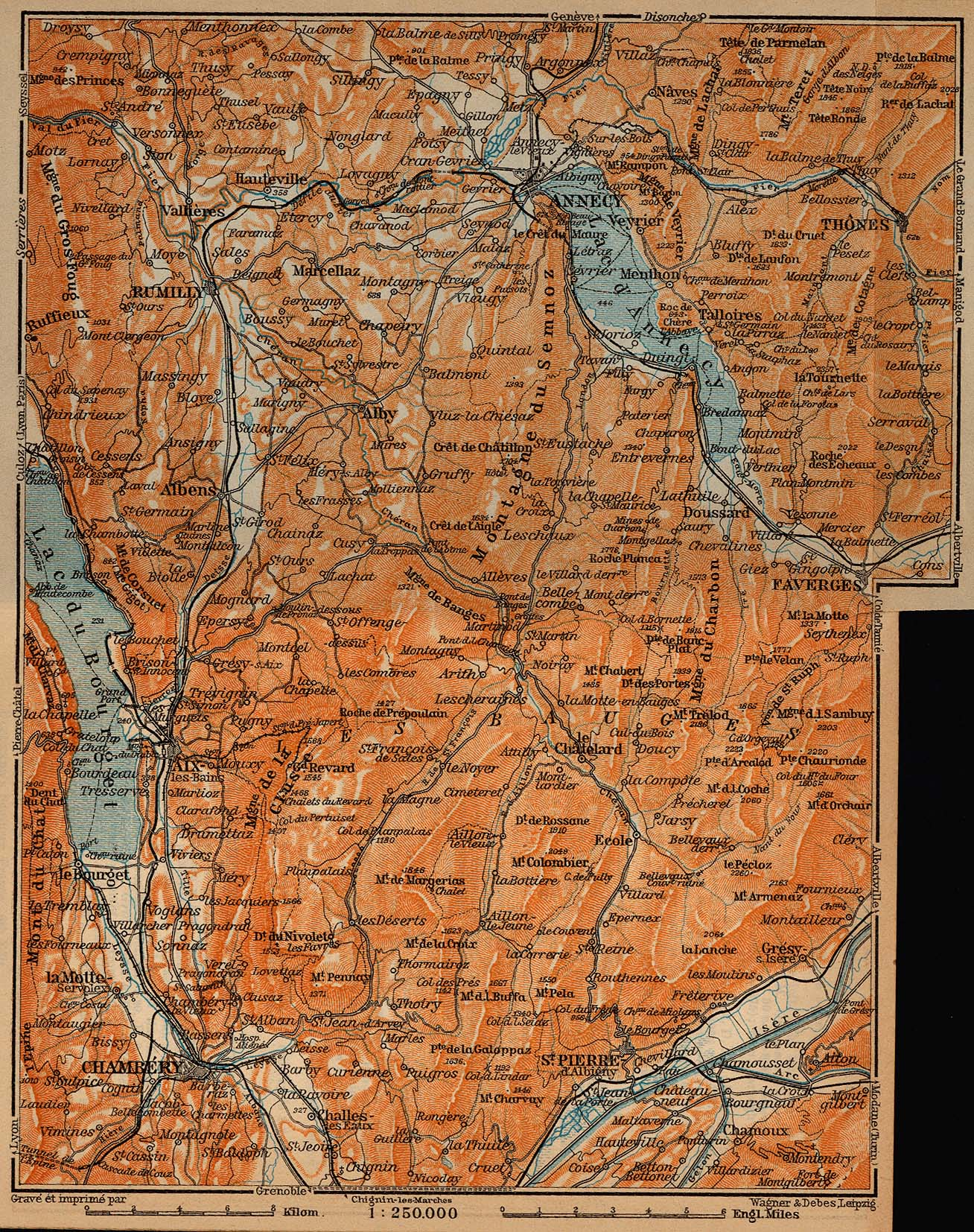
Carte entre Annecy et Chambéry (1914).